# Kawia domowa
Kawia domowa, świnka morska (Cavia porcellus) – gatunek udomowionego gryzonia z rodziny kawiowatych (Caviidae). Została udomowiona przez południowoamerykańskich Indian w czasach prekolumbijskich. Indianie wykorzystywali kawię do celów kulinarnych, rytualnych oraz w medycynie ludowej. Trafiła do Europy jako zwierzę hobbystyczne w XVI wieku, zaś w XIX wieku zaczęła być używana jako zwierzę laboratoryjne. C. porcellus jako forma udomowiona powinna być traktowana jako zwierzę bez ustalonych dzikich populacji. Wśród ludności południowoamerykańskiej nadal rozpowszechniona jest hodowla kawii domowych na mięso. Jako zwierzęta rzeźne są także hodowane w krajach afrykańskich, ale większość kawii żyje w hodowlach hobbystycznych popularnych na całym świecie.

## Dane historyczne

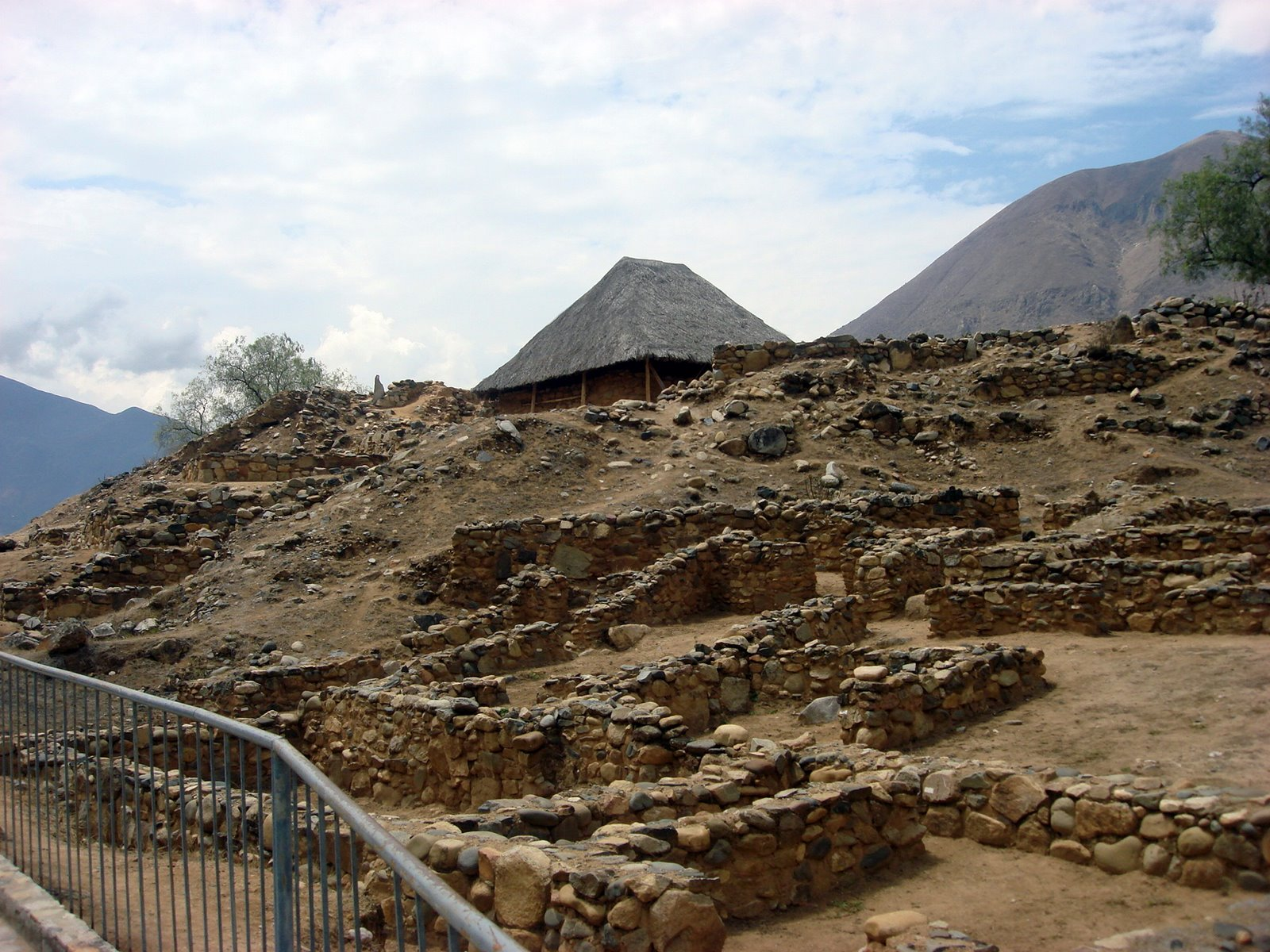
Stanowisko archeologiczne Kotosh w północno-centralnej części gór Peru

Kawia domowa pochodzi z Ameryki Południowej. Została udomowiona przez południowoamerykańskich Indian jeszcze w czasach prekolumbijskich, najprawdopodobniej w południowej części Peru, a także na wyżynnych terenach Kolumbii. Ślady obecności kawii w otoczeniu człowieka są dokumentowane w postaci mumii tych zwierząt odnajdywanych w grobowcach ludzkich ówczesnych ludów lokalnych. Ekofakty w postaci szczątków przedstawicieli tego gatunku pojawiały się w depozytach archeologicznych datowanych na 9000 lat p.n.e. Udomowienie nastąpiło co najmniej 2500 lat p.n.e., a nie można wykluczyć, że 5000 lat p.n.e. Wśród najstarszych ekofaktów znajdują się szczątki kawii w postaci zwęglonej lub noszące ślady cięcia, co potwierdza tezę o wykorzystywaniu tych zwierząt w roli pokarmu ówczesnych Indian. Kontekst znalezisk datowanych na okres po 2500 roku p.n.e. sugeruje wykorzystywanie kawii w celach rytualnych. Inkowie cenili delikatne mięso, używali kawii w diagnostyce medycyny ludowej i regularnie składali je w ofierze bogom.
Zwęglone kości kawii domowej odkryto między innymi w Świątyni skrzyżowanych rąk (stanowisko archeologiczne Kotosh w górach, w północno-centralnej części Peru). Znaleziska datuje się na około 2500–2000 p.n.e. W położonym w bliskiej odległości na północny zachód od Kotosh Chavin de Huantar, wśród znalezisk rytualnych odkrytych na terenie starej świątyni (ok. 1000–500 lat p.n.e.) znajdowały się elementy sztuki kultowej, wyroby ceramiczne, skorupy małży spondylus oraz kości kawii z resztkami żywności. Kontekst rytualnego wykorzystywania ciał kawii był także identyfikowany w późniejszych znaleziskach archeologicznych z okresu od ok. 200 lat p.n.e. do roku 1532.

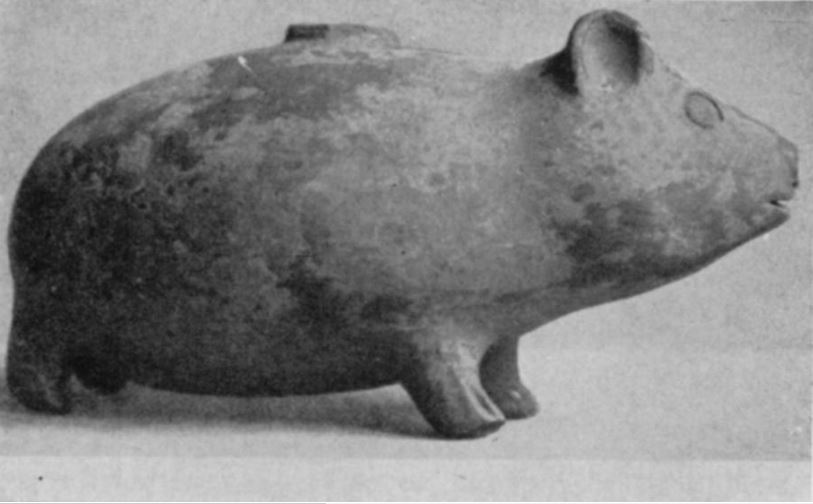
Ceramiczna figurka kawii z okresu przed-inkaskiej kultury Mochica (północne wybrzeże Peru, I w. p.n.e. – VIII w.)

Zooarcheolodzy zidentyfikowali także 218 fragmentów kości udomowionych C. porcellus w 18 miejscach na dziewięciu wyspach karaibskich. Przeprowadzone analizy wykazały, że zwierzęta zostały wprowadzone na wyspy po 500 roku i najprawdopodobniej w pierwszej kolejności pojawiły się na Wielkich Antylach. Kawie były tam wykorzystywane jako pokarm, ale także jako zwierzęta rytualne.

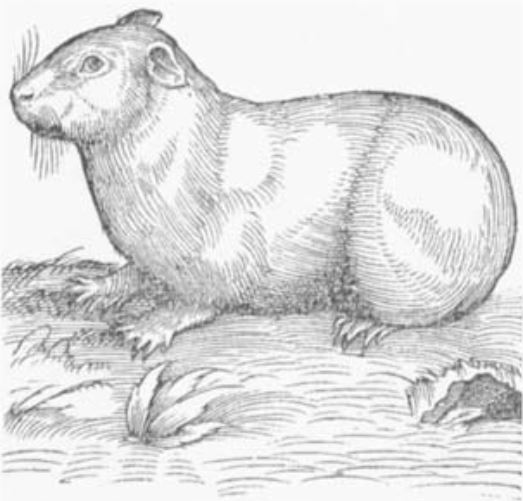
Konrad Gesner, Historia animalium (1554)

W 1554 roku szwajcarski przyrodnik Konrad Gesner zamieścił opis zwierzęcia wraz z jego wizerunkiem w suplemencie drugiego tomu Historia animalium. W okresie między rokiem 1597 i 1608 peruwiański prezbiter, ojciec Francisco de Avila, odczytał manuskrypt Huarochirí, zawierający mity ludu Keczua zamieszkującego okolice współczesnej Limy. W dziewięciu mitach odnalazł opisy składania kawii domowych w ofierze, co miało przebłagać zagniewanych bogów lub uzyskiwać ich przychylność. Ekofakty w postaci zmumifikowanych kawii domowych odkryto między innymi w Lo Demás, rybackiej osadzie położonej około 200 km na południe od Limy. Znalezisko pochodziło z okresu 1480–1540. Inkowie hodowali także C. porcellus dla mięsa. Prawdopodobnie przyrządzali z nich także rodzaj gulaszu calapurca. W tym okresie kawie były już zadomowione w Europie. Swoją kawię domową miała m.in. królowa Anglii Elżbieta I Tudor. Na terenie Polski najstarsze szczątki tego zwierzęcia znaleziono na terenie zamku w Ojcowie, pochodzą one z przełomu XVI i XVII wieku. W 1680 roku rozpoczął się obrót handlowy tymi zwierzętami między Holandią a Francją i Anglią.

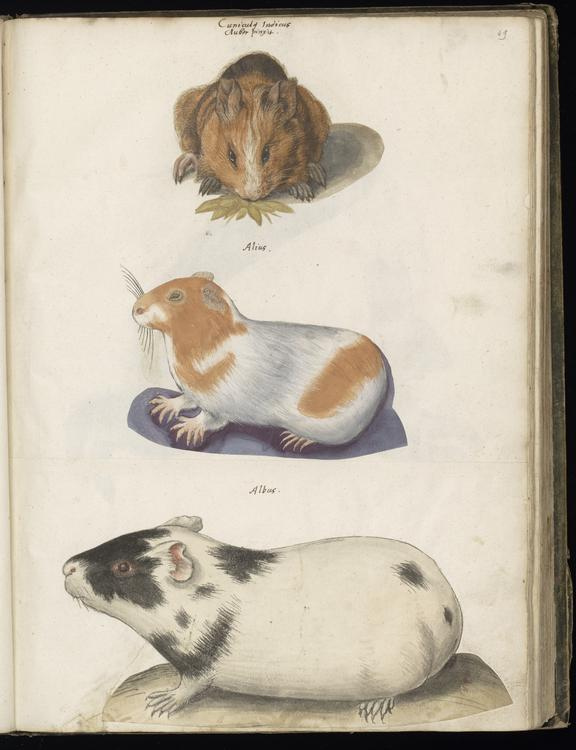
Felix Platter, Historia animalium (1554)

W 1789 roku biskup położonego na północnym wybrzeżu Peru Trujillo, Baltasar Jaime Martínez de Compañón, wysłał do króla Karola III Hiszpańskiego transport zbiorów. W 24 skrzyniach przekazał okazy minerałów, roślin i zwierząt oraz wyroby kulturowe. Wśród przesyłanych zbiorów znalazł się okaz kawii domowej, a do skrzyni załączony był opis: „[Świnka morska], rodzaj królika, czerwony samiec, o delikatnym i smacznym mięsie. Jest spożywana jako pieczona, smażona lub duszona na różne sposoby”. Inny opis z pierwszej połowy XVII wieku zawdzięczamy podróżującemu przez Andy księdzu Bernabie Cobo: „[Świnka morska] jest najmniejszym ze zwierząt domowych, jakie mieli mieszkańcy tych Indii; są hodowane w indywidualnych domach oraz w ośrodkach, także i dzisiaj. Jest trochę większa niż szczur... [Ale] brakuje jej ogona. Istnieją [świnki morskie] w wielu kolorach... Mają niski głos, który brzmi jak głos dziecka, które płacze i jęczy, a gdy są chwytane, wydają bardziej przenikliwe piski”. Cobo objaśniał także fakt wykorzystywania tych zwierząt w medycynie ludowej: „Było zwyczajem leczyć [pacjentów] przez pocieranie i ssanie części brzucha i innych chorych części jego ciała z równoczesnym nacieraniem tych samych części smalcem lub mięsem i tłuszczem cui lub ropuchy”. Rytualne wykorzystywanie kawii domowych opisywał w roku 1613 kronikarz Guamán Poma de Ayala. Relacjonował, że w lipcu (Chacra Conacuy) na placu stolicy Cuzco Inkowie składali w ofierze 100 lam oraz 1000 białych kawii domowych: „Składali tę ofiarę, by ani słońce, ani woda nie zaszkodziły żywności i uprawom”. Udomowione kawie były także wykorzystywane w inkaskich wróżbach. Wróżbita cuyricucc odczytywał z wnętrzności zwierzęcia przyszłe zdarzenia.
Pierwszy naukowy opis kawii domowej opublikował Karol Linneusz w 10. edycji Systema Naturae w 1758 roku. Linneusz oznaczył zwierzę jako Mus porcellus i wskazał typową lokalizację zwierzęcia: Brazylia. Epitet gatunkowy porcellus pochodzi z łaciny i oznacza „świnkę, prosię” (od porcus, „świnia, knur”). W 1766 Pallas zaproponował utworzenie rodzaju Cavia, a w 1777 niemiecki przyrodnik Johann Christian Polycarp Erxleben po raz pierwszy opisał zwierzę pod współczesną binominalną nazwą Cavia porcellus. Zwierzęta te trafiły do Europy jako zwierza hobbystyczne już w XVI wieku, zaś w wieku XIX zaczęły być używane jako zwierzęta laboratoryjne.

## Systematyka
Wszystkie udomowione kawie są zazwyczaj identyfikowane w ramach gatunku nominatywnego Cavia porcellus, jednak niektórzy naukowcy kwestionowali taką identyfikację i sugerowali, że zwierzęta hodowane były prawdopodobnie krzyżowane z zamieszkującą na terenie Argentyny, Boliwii, Urugwaju, Kolumbii oraz Brazylii kawią brazylijską (Cavia aparea) i proponowali klasyfikację i oznaczenie jako Cavia aperea f. porcellus. W 2003 roku Międzynarodowa Komisja Nomenklatury Zoologicznej zaleciła zachowanie nazwy naukowej Cavia aperea (Erxleben, 1777) dla gatunku dzikiego, zaś Cavia porcellus (Linnaeus, 1758) dla zwierząt udomowionych. Wspomniane ustalenie nie rozstrzygało jednak o dokładnym pochodzeniu kawii domowych. Angel Cabrera sugerował przyjęcie jako możliwych przodków tych zwierząt: C. tschudii (kawii górskiej) z Peru i Chile lub C. fulgida (kawii lśniącej) z Brazylii. Kawia górska okazała się podatna na krzyżowanie, co uprawdopodobniało tezę o pochodzeniu kawii domowych od zwierząt tego gatunku. Byli także zwolennicy tezy, że C. porcellus wywodzi się od kawii lśniącej. Opublikowane w 2010 roku wyniki badań filogenetycznych z wykorzystaniem mitochondrialnego genu cytochromu b, wskazują na bliskie pokrewieństwo Cavia porcellus i C. tschudii.

## Nazwa zwyczajowa
We wcześniejszej polskiej literaturze zoologicznej dla określenia gatunku Cavia porcellus używana była nazwa zwyczajowa „świnka morska”. W wydanej w 2015 roku przez Muzeum i Instytut Zoologii Polskiej Akademii Nauk publikacji „Polskie nazewnictwo ssaków świata” rodzajowi Cavia nadano nazwę kawia, zaś niegdysiejszej „śwince morskiej” kawia domowa. Autorzy przedmowy do wspomnianej publikacji uzasadniali zmianę tym, że przyjęta w potocznym rozumieniu nazwa zwierzęcia wynikała z błędnego tłumaczenia nazwy oryginalnej na angielską (guinea pig, dosł. „świnia gwinejska”) i późniejszej, trudnej do uzasadnienia transpozycji nazwy w tłumaczeniu jej z języka angielskiego na poszczególne języki narodowe. W trzech dialektach keczua nazwa ma zapis dający skojarzenie z „guinea”: cuzco =quwi, ayacucho =quwi, ~quyi, cochabamba =qowi i ta nazwa mogła zostać błędnie przetransponowana na język angielski. Ponadto autorzy wspomnianej wyżej publikacji PAN zwrócili uwagę, że pozostałe gatunki rodzaju Cavia nie były zwane świnkami, kawie nie są zwierzętami morskimi, a „świnka pospolita” to nazwa ryby (Chondrostoma nasus). Z tych powodów ujednolicono nazwę rodzajową gatunku Cavia porcellus do stosowanej w odniesieniu do pozostałych kawii.
Inne próby wyjaśnienia pojawienia się w anglojęzycznej nazwie zwierzęcia członu „guinea” wiążą się z rzekomym sprowadzeniem tych zwierząt do Anglii na pokładzie tzw. Guineamen (statków kursujących między wybrzeżem Gwinei, Ameryką Południową i Europą w ramach handlu trójkątnego), podobieństwa do młodych dzikanów (Guinea hog) lub przekręceniu nazwy Guyana (Gujana) jako miejsca rzekomego pochodzenia gatunku. Pierwszy człon nazwy „pig” próbuje się wyjaśnić poprzez skojarzenia wydawanego przez kawie domowe dźwięku z chrząkaniem świń. Być może Hiszpanie kojarzyli napotkane na terenie podbitego kontynentu kawie z małymi prosiakami i używali dla nich nazwy będącej połączeniem określenia świnki i Indii, jak wówczas nawigatorzy nazywali Amerykę Południową. Taka mogła być geneza hiszpańskich nazw: Porco da India, Porcella da India, Cochon d′Inde. W 1607 angielski duchowny anglikański i pisarz Edward Topsell opublikował Historie of Foure-footed Beastes, from Gesner and Others, w której wspominał o kawii domowej jako the Indian Little Pig Coney. W wydanej w 1653 roku w Londynie publikacji Anatomical exercitations concerning the generation of living creatures to which are added particular discourses of births and of conceptions, jej autor, William Harvey, użył nazwy Ginny-pigs.
Odpowiednikiem angielskiego terminu guinea pig w języku holenderskim jest guinees biggetje, w języku hiszpańskim kawia domowa jest zwana conejillo de Indias („króliczek z Indii”), w portugalskim porquinho-da-índia („świnka z Indii”) i włoskim porcellino d’India (także „świnka z Indii”), we francuskim cochon d’Inde („świnia z Indii”), w niemieckim Meerschweinchen (świnka morska), w szwedzkim marsvin (świnia morska). W regionie andyjskim zwierzę było nazywane cui, a współcześnie nazwa ta funkcjonuje lokalnie jako cuy. Ponadto w środkowej i północnej części Peru używane są nazwy jaca lub acash, w Kolumbii cori, w Wenezueli acurito, a Indianie boliwijscy nazywają kawie huancu.
W Polsce w opracowaniach XIX-wiecznych oprócz nazw „świnka” i „świnka morska” używano również nazwy „morświnka”.

## Kariotyp
Kariotyp C. porcellus tworzą 64 pary chromosomów, Fn = 128 (lub FN = 90, 94).

## Budowa ciała
Kawia domowa jest gryzoniem o krępym ciele, krótkiej szyi, bardzo krótkich kończynach, krótkim pysku. Nie ma ogona lub jest on jedynie w formie szczątkowej. Sierść jest krótka, gruba, z delikatnym podszerstkiem. Odmiany długowłose występują stosunkowo rzadko. Według „Małego słownika zoologicznego” długość ciała tych zwierząt osiąga 22–35 cm, zaś według „The Guinea Pig Handbook” Sharon Vanderlip 20,3–25,4 cm. Samce są wyraźnie większe od samic. Poszczególne źródła określają masę ciała dorosłych samic w przedziale 700–900 g (700–850 g, 700–900 g, 750–900 g), zaś samców w przedziale 900–1200 g (950–1200 g, 900–1200 g, 900–1200).
Kawia domowa ma dwie kończyny przednie i dwie kończyny tylne. Przednie są zakończone czterema palcami, a tylne trzema. Każdy palec wyposażony jest w opuszkę oraz pazur. Na kończynach przednich występuje duża opuszka nadgarstkowa oraz opuszka śródręczna, a na kończynach tylnych opuszka stępowa oraz śródstopowa.
Włosy czuciowe ulokowane są na powierzchni bocznej koło nosa w 5 lub 6 rzędach – pod brodą oraz koło oczu.
C. porcellus w formie dzikiej miała sierść wybarwioną na kolor szary lub brunatny, ułatwiający ukrycie się przed wrogami, natomiast w hodowlach hobbystycznych uzyskano liczne odmiany o zróżnicowanych formach włosa i o zmiennym wielokolorowym ubarwieniu – (jedno-, dwu- lub trójbarwne) łaciatym lub cętkowanym z kolorami od białego do beżowego i czarnego. Między płciami nie występują różnice w strukturze płaszcza lub kolorów.
Kawia domowa ma uzębienie hipselodontyczne, czyli rosnące przez całe życie zwierzęcia, ze stosunkowo długą koroną i otwartymi korzeniami. Ten typ uzębienia wymaga ciągłego ścierania. Składa się ono z 2 par siekaczy, 2 par przedtrzonowców i 6 par trzonowców. Siekacze żuchwy są znacznie dłuższe od ich odpowiedników w szczęce. Między siekaczami, a zębami przedtrzonowymi znajduje się diastema. Żuchwa jest nieznacznie węższa niż szczęka. W porównaniu do uzębienia innych gryzoni, kąt zgryzu trzonowców i zębów przedtrzonowych jest duży. Kręgosłup składa się z 32–36 kręgów – formuła kręgowa: C7, Th13–14, L6, S2–3, C4–6. Kawie domowe mają wyjątkowo długą jak na gryzonia okrężnicę, która stanowi 60% całej długości jelit.

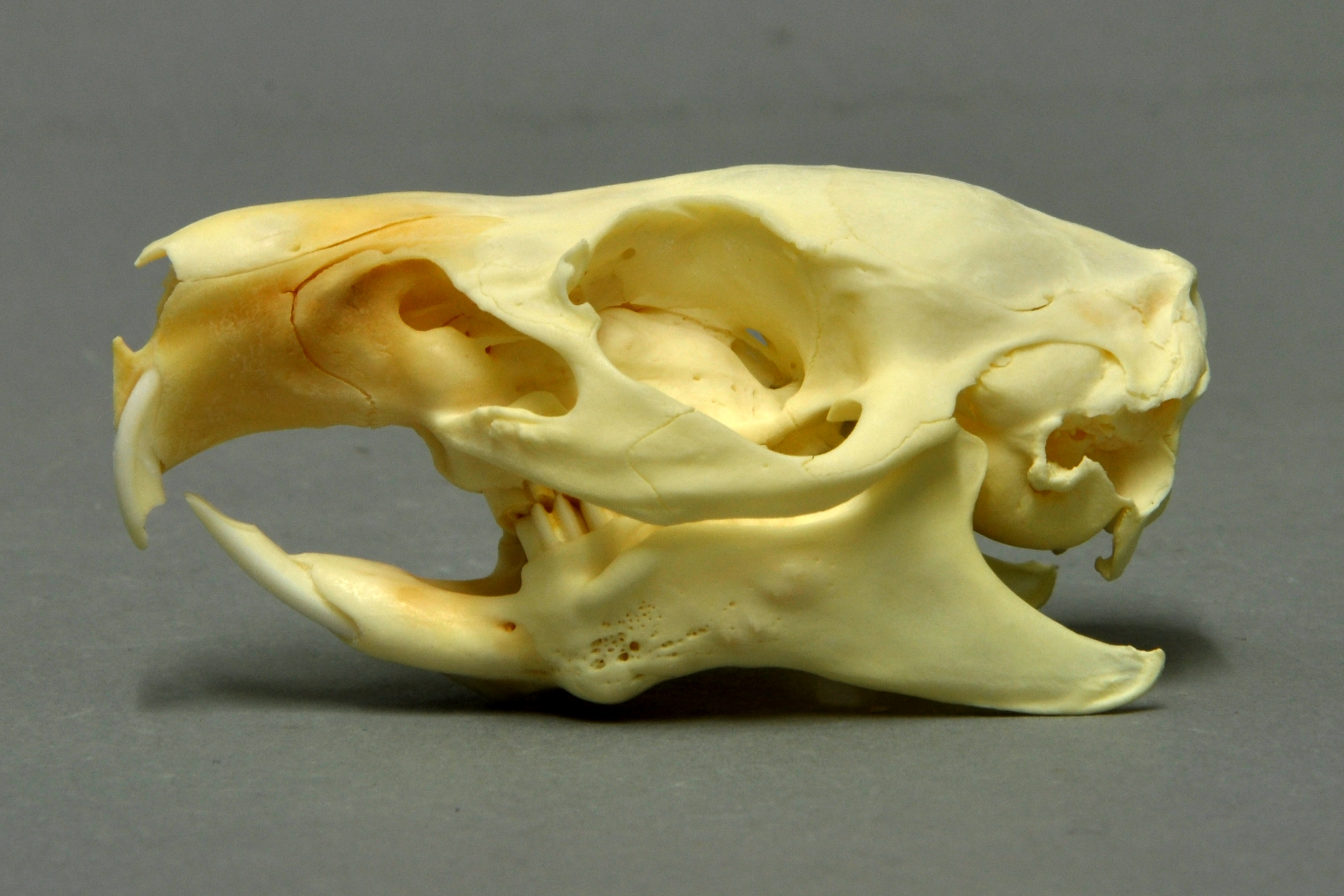
Czaszka kawii domowej

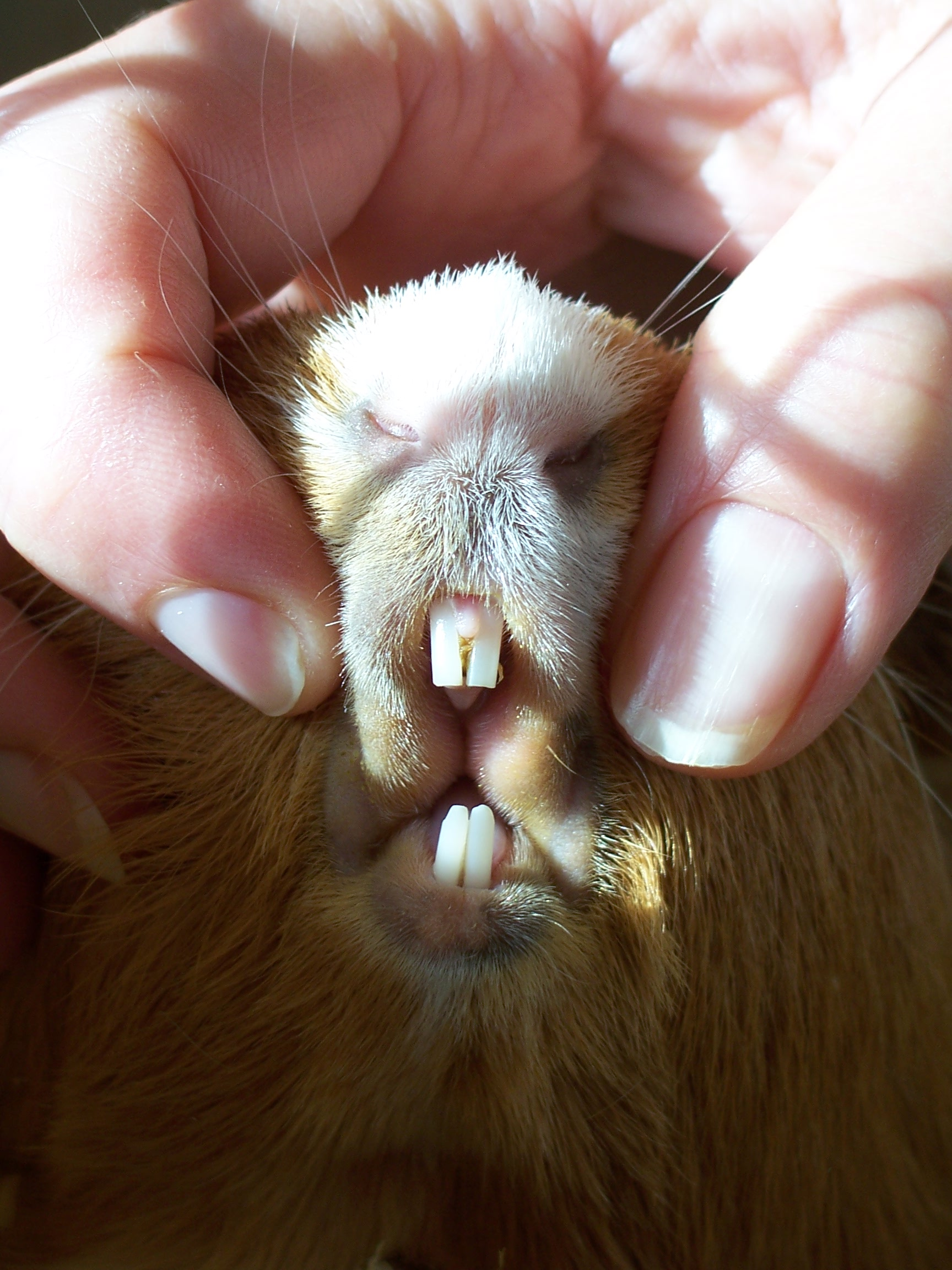
Siekacze kawii domowej

### Dymorfizm płciowy
Przedstawiciele obu płci mają po jednej parze sutków zlokalizowanych w strefie pachwinowej. Wygląd zewnętrznych cech płciowych jest podobny u przedstawicieli obu płci. Zarówno u samców, jak i u samic, genitalia są położone bezpośrednio koło odbytu. Rozróżnienie jest możliwe głównie poprzez zbadanie zewnętrznych narządów płciowych. Po delikatnym ściśnięciu ich u samca, wysunie się prącie, natomiast w pobliżu odbytu samicy widoczny jest mały, pozbawiony owłosienia obszar skóry w kształcie litery Y, który okrywa pochwę. Poza okresem rui i porodu pochwa jest osłonięta błoną. Kanał pachwinowy samca, w którym ulokowane są jądra jest otwarty przez cały czas życia zwierzęcia. Z tego powodu, po ewentualnej kastracji samca zwiększa się ryzyko wypadania narządów z jamy brzusznej. Samce są wyraźnie większe od samic.
| cecha                         | samce (średnia i odchylenie) | samice (średnia i odchylenie) |
| ----------------------------- | ---------------------------- | ----------------------------- |
| długość ciała (głowa i tułów) | 25,73 ± 0,30 cm              | 24,67 ± 0,17 cm               |
| długość kończyny przedniej    | 2,53 ± 0,03 cm               | 2,53 ± 0,02 cm                |
| długość kończyny tylnej       | 4,70 ± 0,06 cm               | 4,41 ± 0,06 cm                |
| długość ucha                  | 2,60 ± 0,05 cm               | 2,36 ± 0,05 cm                |
| masa ciała (g)                | 454,00 ± 14,69               | 436,67 ± 6,52                 |

## Czynności życiowe
Temperatura ciała kawii waha się w przedziale 38,6–39,4 °C. Częstotliwość pulsu tego zwierzęcia w stanie spoczynku wynosi 229–319 uderzeń na minutę (średnia 275), a skurczowe ciśnienie krwi – do 100 mm Hg.

## Tryb życia
Kawia domowa wykazuje aktywność dobową zarówno w ciągu dnia, jak i w nocy. Jest zwierzęciem stadnym, silnie terytorialnym, społecznym. Kawie żyją w małych grupach po 5–10 osobników, tworząc związki monogamiczne lub poligamiczne. Wzorując się na obserwacjach spokrewnionych gatunków kawii, przyjmuje się, że ewentualne dzikie populacje kawii domowej mieszkają w norach lub szczelinach. Nie kopią własnych nor, ale raczej zajmują te opuszczone przez inne zwierzęta. Kawie wyznaczają swoje terytorium, oznaczając je wydzieliną z gruczołów odbytu i moczem. Samce bronią swojego terenu poprzez ostrzeżenia dźwiękowe, zachowania agonistyczne, potrząsanie zadem, ale także i podjęcie ewentualnej walki. Przedstawiciele populacji udomowionej są łagodniejsi od swych dzikich krewniaków, wykazują mniejszy stopień agresji, ale kawia domowa może przeciwnika podgryzać, ciągnąć za ucho czy szarpać sierść.

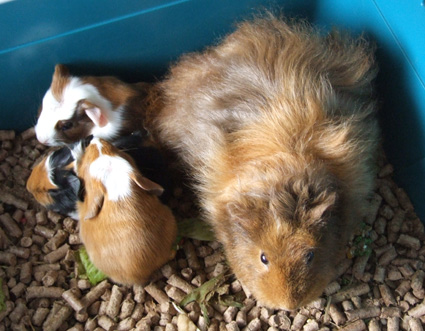
Samica z młodymi

Kawie domowe silnie zżywają się z członkami swojego stada, więc rozdzielenie zwierząt wywołuje u nich stres. Ale na pojawienie się nowego obcego osobnika kawie reagują agresją i próbują przegonić intruza.
Kawie potrafią dobrze kopać tunele, mieszkają w norach, ale nie budują gniazd. Funkcjonują na powierzchni. Samice osiągają dojrzałość płciową w wieku 6–8 tygodni (lub 4–5), a samce w wieku 2–3 miesięcy lub 9–10 tygodni. Virginia C. G. Richardson, weterynarz i wieloletnia hodowczyni kawii domowych, podaje rozgraniczenie między dojrzałością płciową przedstawicieli obu płci, a wiekiem w którym przystępują do rozmnażania. Jej zdaniem samice osiągają dojrzałość w wieku 4–6 tygodni, a do rozmnażania przystępują po osiągnięciu 4−5 miesięcy i masy ciała 500 g, zaś samce są dojrzałe w wieku 3−5 tygodni, lecz do rozmnażania przystępują dopiero po osiągnięciu 3−5 miesięcy i 550 g. Cykl rujowy trwa 15−17 dni, a okres rozrodczy samicy obejmuje okres 4−5 lat. Jeśli samica nie wyda na świat pierwszego miotu przed osiągnięciem 6 miesięcy życia, jej spojenie łonowe podlega mineralizacji, co może uniemożliwiać poród sposobem naturalnym, bez cięcia cesarskiego. Po ciąży trwającej 60–70 dni (lub 59–72 ze średnią 63) dni samica rodzi zwykle 1–6 młodych (przeciętnie 4, a według innych źródeł 3–4) o masie ciała 60–110 g, 100 g lub 85–95 g, które są karmione przez matkę od 14 do 21 dni. Młode rodzą się z otwartymi oczami. Po 21 dniach życia osiągają masę ciała 165–240 g, a po 8–9 miesiącach osiągają wymiary dorosłych osobników. Rozpoczęcie karmienia młodych przez matkę dopiero po upływie 12–24 godzin od porodu jest naturalne i nie należy na siłę przyspieszać tego procesu. V. Engelbert podaje, że mleko samicy zawiera 6–7% tłuszczu, ale zdaniem Virginii Richardson tłuszczu w mleku kawii domowej jest 3,9%, białka 8,1%, a laktozy 3%. Młode kawie mogą zaczynać przyjmowanie stałych pokarmów już w 4–5 dniu.
Kawie domowe osiągają wiek 6–8 lat lub 4–8 lat (ze średnią dla zwierząt żyjących w niewoli 5 lat). Maksymalny odnotowany wiek: 14 lat.

## Zmysły

### Słuch i komunikacja dźwiękowa
Kawie domowe mają dobrze rozwinięty słuch. Dzięki czterem zwojom ślimaka w uchu wewnętrznym mogą słyszeć dźwięki nawet o częstotliwości 33000 Hz. Są zwierzętami socjalnymi i komunikują się między sobą między innymi za pomocą wydawanych dźwięków. Wśród odgłosów kawii domowych wyodrębniono 11 (lub 10) typów sygnałów. Można wyróżnić sygnały alarmowe, godowe i służące komunikacji między rodzicami a małymi, do potwierdzania bliskości, wyrażenia niepokoju czy pobudzenia przy podawaniu pokarmu. Sygnały są zróżnicowane – poszczególne ich rodzaje bywają określane jako skomlenie, gwizdy, mruczenie, piski czy ćwierkanie. Gdy młode kawie zostają oddzielone od matki, wydają dźwięki, na które samica odpowiada. Przeprowadzone badania wykazały, że samice intensywniej reagowały na głos swoich dzieci w stosunku do potomstwa innych samic. To dowodzi, że zwierzęta rozpoznają się po głosie.

### Wzrok
Wzrok kawii domowej jest dobrze rozwinięty. Zwierzę rozróżnia kolory: niebieski, zielony, żółty i brązowy. Dzięki usytuowaniu oczu kawia ma duży kąt widzenia i może patrzeć do przodu i na boki bez obracania głowy.

### Węch
Powonienie kawii jest znacznie bardziej czułe niż u człowieka. Zwierzęta rozpoznają się wzajemnie po zapachu.

### Dotyk
Orientację w terenie ułatwiają kawii włosy czuciowe rozmieszczone w 5 lub 6 rzędach na powierzchni bocznej koło nosa, pod brodą oraz koło oczu.

## Ekologia

### Żywienie
Kawia domowa jest zwierzęciem roślinożernym. Jej uzębienie ma charakter elodontyczny, czyli rośnie przez całe życie zwierzęcia i wymaga ciągłego ścierania. Zarówno ścieranie zębów, jak i wspieranie motoryki przewodu pokarmowego wymaga diety o dużej zawartości włókna. Zawartość błonnika pokarmowego powinna osiągać minimum 10 lub 13,5% masy pokarmowej (optymalnie 12–16%), białka – 18–20%, zaś tłuszczu, który jest przez organizm kawii pozyskiwany ze składników diety na bazie warzyw – 2–5%. W okresie laktacji i karmienia młodych dieta samicy powinna mieć zwiększony udział białka do 20–26% oraz wapnia. Niedobory mogą grozić toksemią, ketozą, kwasicą metaboliczną i hipoglikemią.
Kawie domowe w hodowli powinny być karmione sianem (wskazana zawartość tymotki łąkowej) oraz gotowymi, specjalistycznymi karmami, których skład jest dostosowany do wymogów dietetycznych tych zwierząt. Kawie domowe nie powinny otrzymywać pokarmów o zbyt wysokiej zawartości wapnia (np. lucerny), zaś dieta powinna być bogata w witaminę C. Dietę tych zwierząt można uzupełniać warzywami: pietruszką, marchwią (korzeń i liście), czerwoną i zieloną papryką, zielem mniszka, liśćmi kapusty, rzodkiewki i buraków. Dietę można także uzupełniać owocami – jabłkami czy winogronami, które powinny jednak stanowić nie więcej niż 5% dziennej racji pokarmowej, a podawane winny być jedynie jako smakołyki. Weterynarze nie zalecają podawania większości sprzedawanych smakołyków (np. dropsów jogurtowych), których skład w znacznej mierze opiera się na węglowodanach i mogą być przyczyną zaburzeń trawiennych.
W związku z tym, że organizm kawii domowej nie dysponuje enzymem oksydazą gulonolaktonową, niezbędnym na ostatnim etapie biosyntezy witaminy C (kwasu askorbinowego), i w konsekwencji jej nie syntetyzuje, może być potrzebna jej suplementacja. Dobrze zbilansowana dieta warzywna (kapusta, pietruszka, szpinak, warzywa liściaste, brokuły) może zapewnić odpowiedni poziom kwasu askorbinowego u zdrowego zwierzęcia. Oprócz warzyw bogatych w tę witaminę kawia może doraźnie otrzymywać mały kawałek pomarańczy lub odpowiednią dawkę w postaci preparatów weterynaryjnych. Zwierzę powinno w sumie otrzymywać 10 mg witaminy/kilogram masy ciała/dobę. W okresie ciąży należy dawkę zwiększyć do 30 mg/kg/dzień, zaś w sytuacji leczenia szkorbutu – nawet do 50–100 mg/kg/dobę. Według innych źródeł zapotrzebowanie stałe wynosi od 10 do 30 mg/kg dziennie, a u chorych, młodych, samic w ciąży i zwierząt z niedoborem – do 50 mg/kg dziennie. Należy jednak wystrzegać się stosowania zbyt wysokich dawek tej witaminy, bowiem mogą wówczas wpływać na zahamowanie wzrostu zwierzęcia. Suplementacja witaminy C w formie rozpuszczonej w podawanej zwierzętom wodzie nie jest zalecana, bowiem w takiej postaci szybko ulega degradacji.
| Parametr          | mg witaminy C na 100 g |
| Czerwona papryka  | 190                    |
| Pietruszka        | 133                    |
| Kapusta włoska    | 120                    |
| Kiwi              | 98                     |
| Brokuły           | 93,2                   |
| Brukselka         | 85                     |
| Liście gorczycy   | 70                     |
| Liście rzepy      | 60                     |
| Truskawki         | 56,7                   |
| Pomarańcze        | 53,2                   |
| Kalafior          | 46,4                   |
| Kantalupa         | 42,2                   |
| Mniszek lekarski  | 35                     |
| Kolendra          | 27                     |
| Sałata rzymska    | 24                     |
| Słodkie ziemniaki | 22,7                   |
| Marchewka         | 9,3                    |
| Jabłka            | 5,7                    |

Kawia ugruntowuje swoje nawyki żywieniowe już w młodości i trudno je później zmienić. Przewód pokarmowy tych zwierząt jest wrażliwy i zwierzęta źle znoszą gwałtowne zmiany w diecie, co może prowadzić do utraty apetytu i podenerwowania, a nawet do kwasicy metabolicznej czy niedrożności przewodu pokarmowego. Negatywną reakcję może wywołać nawet zmiana gatunku podawanej karmy. Z tego powodu zwierzęta żywione karmą wieloskładnikową powinny jednorazowo otrzymywać taką jej porcję, by musiały zjeść wszystkie elementy, a nie przyjmować je wybiórczo.

#### Koprofagia
Ze względu na stosunkowo niską jakość pożywienia dostępnego na wolności kawie wykazują także skłonność do koprofagii i w ciągu dnia chętnie przeżuwają one własne odchody. Zwykle jedzą granulki kału bezpośrednio z odbytu. W środowisku naturalnym cecha ta pozwalała na odzyskiwanie niewykorzystanych przez organizm składników odżywczych (w tym witaminy B) oraz na optymalizowanie wykorzystania białka. Nie należy powstrzymywać zwierzęcia od tej czynności, bo mogłoby to skutkować utratą masy ciała i zaburzeniami trawiennymi. Nowo narodzone kawie zjadają kał matki, co pozwala na wprowadzenie do ich układu trawiennego niezbędnej flory bakteryjnej przed ich odsadzeniem.

#### Drapieżnictwo
Ze względu na fakt, że kawia domowa występuje najprawdopodobniej wyłącznie w formie udomowionej nie można określić jej naturalnych wrogów. Natomiast na żyjących na wolności przedstawicieli siostrzanego gatunku – kawii brazylijskiej – polują psy, wilki szare, koty, kojoty preriowe, sowy i jastrzębie.

#### Pasożyty
Na organizmach kawii domowych żywią się zarówno pasożyty wewnętrzne, jak i zewnętrzne: wszy, wszoły, roztocza, kleszcze, nicienie i przywry.
Najczęściej wykrywanym pasożytem jest świerzbowiec Trixacarus caviae. Na zwierzętach pasożytują także inne świerzbowce: Chirodiscoides caviae, Cheyletiella parasitovorax i Demodex cavinae. Ponadto wszoły Gliricola porcelli wywołują u nich wszołowicę. Literatura weterynaryjna wspomina także o stwierdzonych u kawii domowych przypadkach kryptosporydiozy wywoływanej przez pierwotniaka Cryptosporidium parvum należącego do typu apikompleksów. Niepodjęcie leczenia kawii zarażonej drążącym świerzbowcem T. caviae może prowadzić do jej śmierci. U żyjących na wolności przedstawicieli siostrzanych taksonów pasożyty wewnętrzne zajmują zwykle wątrobę i jelito cienkie.

#### Oddziaływanie na człowieka
Naukowcy odnotowali u ludzi reakcje alergiczne na kawię domową: wysypka, świąd, nieżyt nosa, zapalenie spojówek, astmę. Reakcje o ciężkim stopniu należą jednak do rzadkości.

#### Siedlisko
Naukowcy wskazują, że za typowe siedlisko dzikich populacji kawii domowych należy uznać obszary z wysoką i gęstą roślinnością, dającą zwierzętom ochronę przed atakami drapieżników. Jednocześnie obszary te winny graniczyć z terenami o niskiej roślinności, czyli miejscami żerowania. Najprawdopodobniej jednak kawie te nie funkcjonują już w naturalnych, dzikich, pokrytych trawą terenach. W przeszłości – być może – zamieszkiwały tereny położone na wysokości od poziomu morza do 4000 m n.p.m., ze średnią temperaturą dnia 22 °C, w nocy do –7 °C.

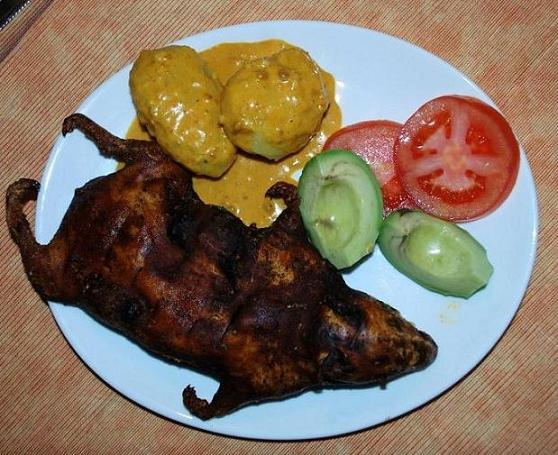
Kawia domowa jako potrawa z grilla (Ekwador)

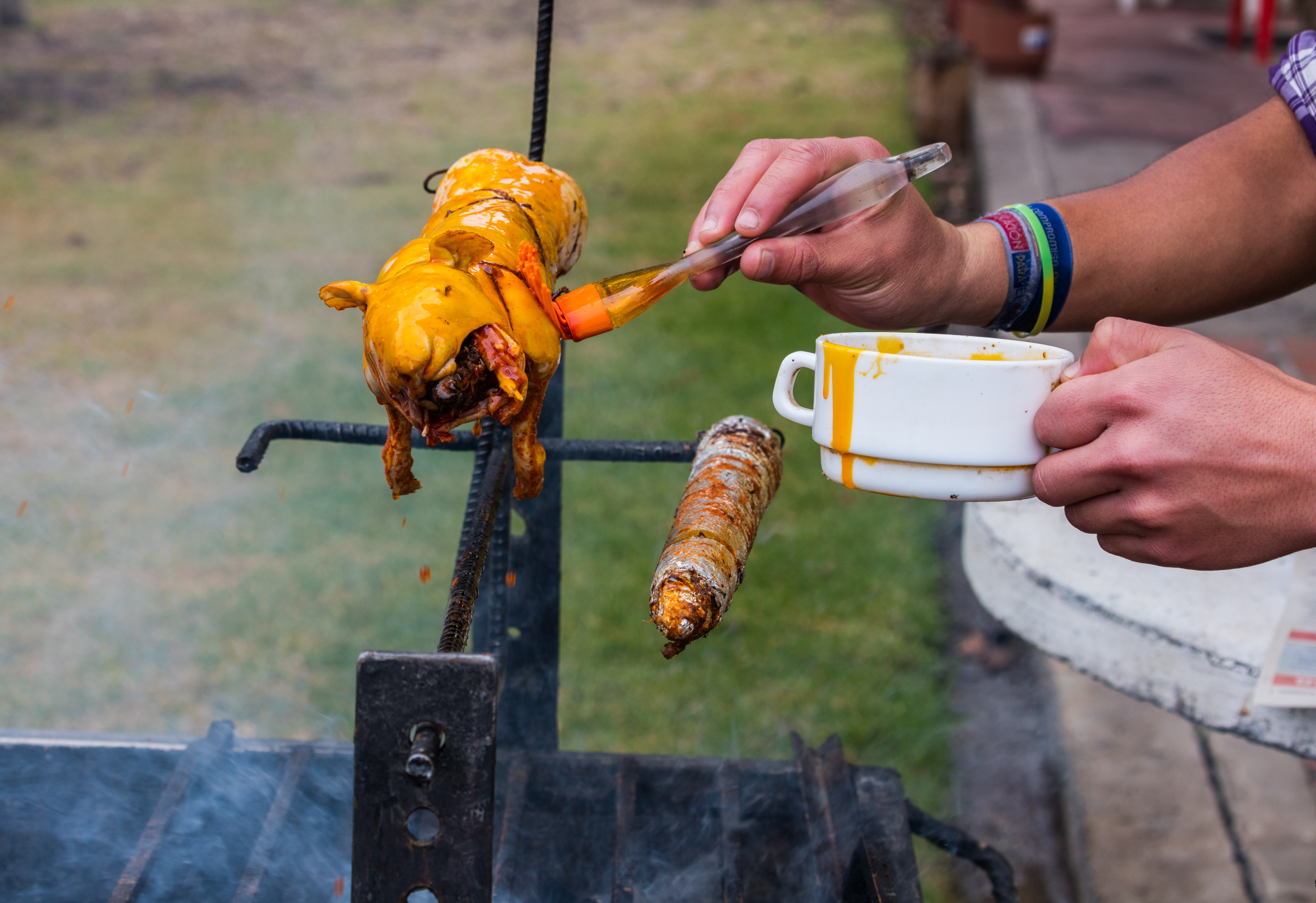
Przygotowywanie potrawy z kawii (Quito, Ekwador)

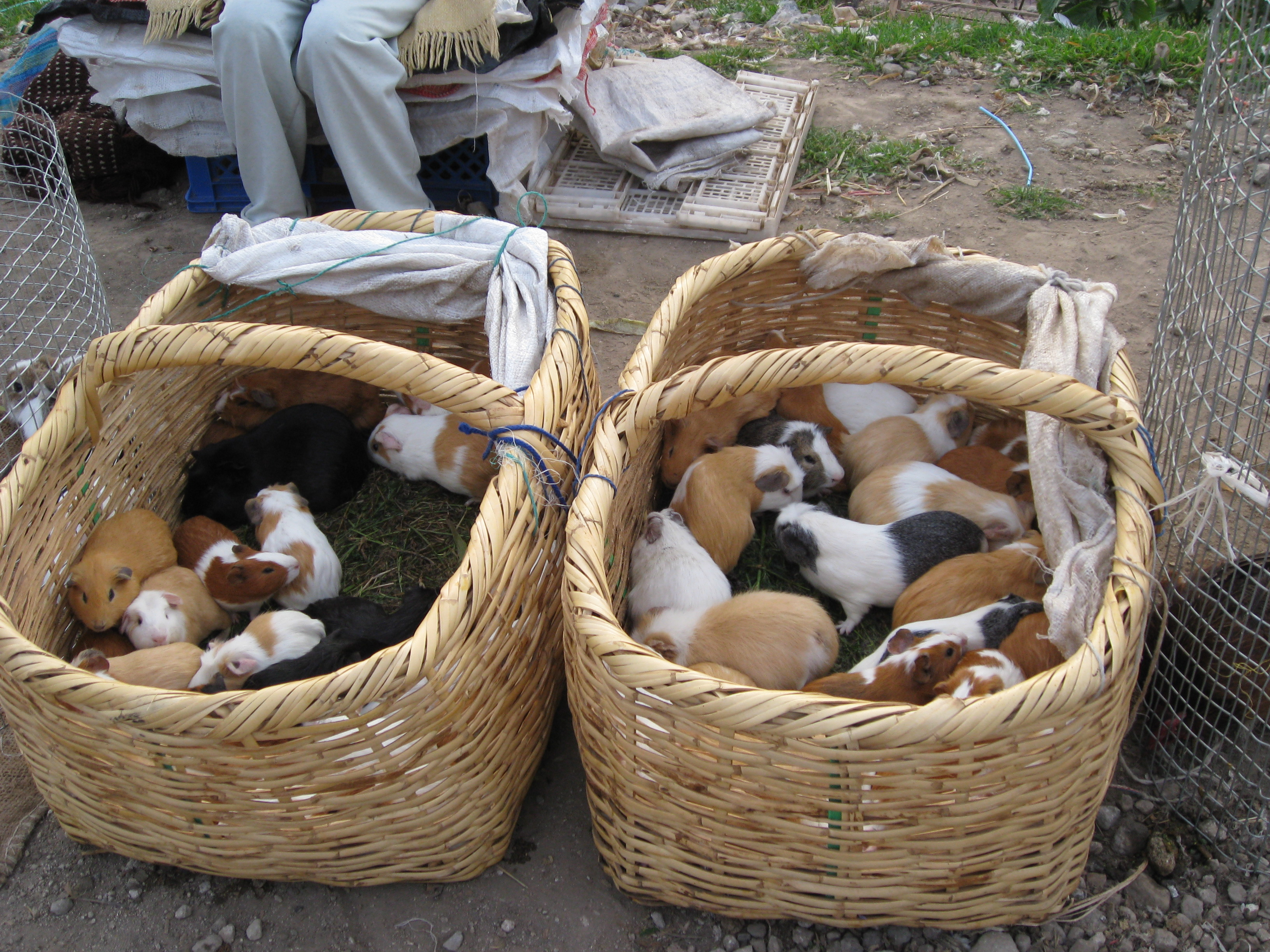
Targ w Ekwadorze

### C. porcellusjako pożywienie
Kawia domowa jest w krajach Ameryki Południowej zwierzęciem tucznym, chowanym w celach kulinarnych. W opinii Organizacji Narodów Zjednoczonych do spraw Wyżywienia i Rolnictwa chów kawii domowych charakteryzuje wysoka wartość odżywcza pozyskiwanego mięsa i niskie koszty produkcji. Indianie andyjscy rzadko spożywają mięso, więc okazjonalne potrawy z kawii są dla nich często jedynym źródłem białka zwierzęcego. Kawie domowe nie są jednak przedmiotem chowu handlowego, ale raczej do spożywania w okresach różnego rodzaju świąt, co jest przeniesieniem tradycji sprzed konkwisty. Potrawy z kawii są więc przygotowywane jako ofiara dla zmarłych w Dzień Zaduszny 2 listopada, towarzyszą w trakcie fiest z okazji siewu czy zbiorów. Mięso z kawii jest w produkcji znacznie tańsze od wołowiny, mniejsze jest zapotrzebowanie na karmę i tańszy sam chów, który nie wymaga dużych i kosztownych budynków. Andyjska tradycja ma wpływ na ekspansję mody kulinarnej wśród konsumentów wywodzących się z klasy średniej. Coraz więcej południowoamerykańskich restauracji wprowadza dania z kawii domowej. Mięso z kawii jest podawane w postaci gotowanej, grilowanej  lub smażonej w głębokim tłuszczu. Kawie domowe podawane są najczęściej w formie pieczonej (cuy canca). Mięso jest opisywane jako smaczne, o smaku porównywanym do smaku mięsa z królika lub kurczaka, bogate w białko, o niskiej zawartości cholesterolu i tłuszczu. Ma ciemną barwę. Sierść jest usuwana ze skóry po uprzednim sparzeniu zabitego zwierzęcia we wrzątku. Po usunięciu wnętrzności tusza jest faszerowana ziołami. Kawia jest pieczona na rozgrzanych kamieniach, albo pieczona na ruszcie. Częstym dodatkiem warzywnym do potraw z kawii domowej jest papryka. Innymi potrawami z kawii są: gulasz corina oraz flaki hipilla. Gulasz przyrządzany jest na bazie mięsa z kawii smażonego uprzednio na smalcu, ziemniaków, cebuli i papryki, zaś do flaków dodawane są ziemniaki.
W krajach andyjskich kawia nadal bywa używana we wróżbach – podobnie jak w czasach inkaskich, z wyglądu ich wnętrzności wróżbici starają się przewidzieć rokowania w chorobach, a ich tłuszcz bywa wykorzystywany w medycynie ludowej jako środek leczący ból uszu czy przynoszący ulgę w napięciu nerwowym.
Kawie domowe są również hodowane jako zwierzęta rzeźne w krajach afrykańskich.
Rośnie także zainteresowanie i import mrożonych tusz kawii domowych do Stanów Zjednoczonych. Wzrost ten napędzają potrzeby zaspokajania wzorców kulturowych przez imigrantów, ale także zainteresowanie egzotyczną sztuką kulinarną u rdzennej ludności. Na przeszkodzie stoją uprzedzenia kulturowe w sprawie możliwości jedzenia kawii i innych gryzoni.
W 1922 roku, sekretarz nowo powstałego Polskiego Towarzystwa Zootechnicznego, Maurycy Trybulski opisywał zapotrzebowanie na mięso kawii domowych w krajach Europy Zachodniej i wskazywał na szczególne zainteresowanie ze strony odbiorców z Francji. Autor relacjonował, że znaczny popyt odnotowywany był w Japonii i Chinach. W Japonii miała się znajdować największa hodowla tych zwierząt, sprzedająca 2 500 000 sztuk kawii rocznie. Trybulski podawał także informację o tym, że w Polsce prowadzone były hodowle kawii domowych na mięso, a także dla ich futra, które było wykorzystywane w przemyśle futrzarskim. Według jego relacji zwierzęta te były także wykorzystywane w medycynie ludowej, bowiem zgodnie z ówczesnymi przesądami, kawie miały „wciągać w siebie” reumatyzm od chorego.

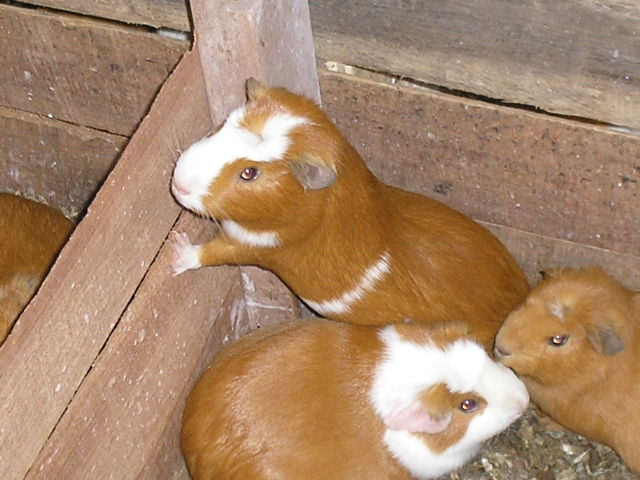
Kawie domowe w Santo Tomás. Cusco, Perú

## Rozmieszczenie geograficzne
Typową lokalizacją występowania gatunku jest brazylijski stan Pernambuco. Lokalizacja ta bywa jednak kwestionowana. Autorzy „Mammal Species of the World” wskazują, że C. porcellus jako forma udomowiona może być traktowana jako zwierzę bez ustalonych dzikich populacji. Współczesny zasięg hodowli cuy w krajach Ameryki Południowej jest wyraźnie mniejszy od tego z okresu podboju kontynentu przez europejczyków. Indianie zamieszkujący wyżyny Peru, Ekwadoru i Boliwii utrzymują tradycję hodowli C. porcellus jako element ich kultury materialnej. Ostrożne szacunki liczebności tych zwierząt w latach 60. XX wieku mówiły o 5 milionach w Peru oraz dwóch milionach zwierząt w Ekwadorze i Boliwii. Natomiast na terenach pozostałych państw obejmujących swymi granicami Andy mniej niż 500 tysięcy. Według danych opublikowanych przez Organizację Narodów Zjednoczonych do spraw Wyżywienia i Rolnictwa (FAO) w 2014 roku, w krajach andyjskich (głównie w Peru, Ekwadorze, Kolumbii i Boliwii) pogłowie kawii domowych szacuje się na 36 milionów zwierząt. Publikacja FAO informuje, że z tej populacji pozyskuje się rocznie 116 500 ton mięsa z 65 milionów wyhodowanych kawii domowych.
Zasadnicze populacje podlegają hodowlom na całym świecie.

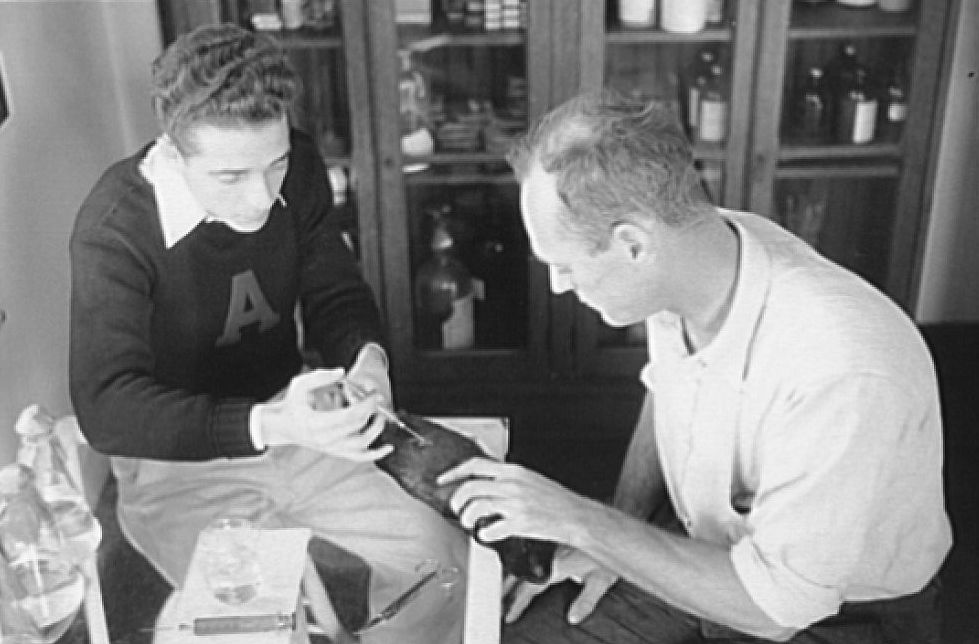
Kawia w laboratorium, Maryland 1935

## C. porcellusjako zwierzęta laboratoryjne
Popularność kawii domowej spowodowała zainteresowanie jego behawiorem, biologią i fizjologią, a z czasem zwierzęta te okazały się także popularnym organizmem modelowym do prowadzenia różnego rodzaju badań naukowych. Zaletą kawii domowych były ich niewielkie rozmiary, łagodne usposobienie oraz ich cechy anatomiczne, rozrodcze (podział ciąży na trymestry i podobieństwo łożyskowe w stosunku do człowieka) i fizjologiczne. Z czasem nazwa zwierzęcia stała się synonimem badań naukowych i eksperymentów. W 1780 roku Antoine Lavoisier użył kawii w jego eksperymencie z zakresu fizjologii układu oddechowego. Zwierzę zostało umieszczone w kalorymetrze, urządzeniu służącym do pomiaru wydzielanego ciepła. Lavoisier wykazał, że wymiana gazowa układu oddechowego jest związana ze spalaniem, bowiem wydychane przez zwierzę ciepło stopiło śnieg otaczający kalorymetr. W 1800 roku kawie zostały użyte do badań chorób zakaźnych, zaś na początku XX wieku do badań nad rolą witamin w funkcjonowaniu organizmu. W latach 20. XX wieku hodowlę kawii domowych dla potrzeb własnych badań prowadził Instytut Pasteura. Hodowla ta dostarczała do laboratoriów kilkanaście tysięcy zwierząt rocznie.
W 1985 roku w Stanach Zjednoczonych w przeprowadzanych eksperymentach naukowych wykorzystano 599 000 kawii. W raporcie za 2007 rok
Departament Rolnictwa Stanów Zjednoczonych poinformował, że tym roku na terenie USA do badań naukowych użyto 207 257 kawii domowych.
Zwierzęta są wykorzystywane do badań laboratoryjnych nad metodami leczenia nowotworów, chorób słuchu, choroby Alzheimera, przewlekłej obturacyjnej choroby płuc, grypy, miażdżycy, powierzchownych infekcji grzybiczych, zapalenia kości i stawów, gorączki krwotocznej (w tym gorączki Lassa i argentyńskiej gorączki krwotocznej), zakażenia narządów płciowych wirusem opryszczki, zakażenia cytomegalowirusem, filowirusami, wirusem RSV, prątkiem gruźlicy, Chlamydia trachomatis, Legionella pneumophila, gronkowcem złocistym, Listeria monocytogenes, dwoinką zapalenia płuc i Helicobacter pylori, a także do licznych badań z zakresu alergologii, toksykologii, neurologii, kardiologii, fizjologii oraz badań behawioralnych. Do badań najczęściej wybierane są zwierzęta z odmian Hartley, albinos i ras bezwłosych.

### W kosmosie
9 marca 1961 roku, w ramach przygotowań do lotów kosmicznych z udziałem ludzi, wystrzelono Korabl-Sputnik 4 – jeden z prototypowych statków kosmicznych typu Wostok. Na jego pokładzie – oprócz psa, kilku myszy i manekina – znalazła się jedna lub dwie kawie domowe. Po wykonaniu jednego okrążenia wokół Ziemi zwierzęta wylądowały bezpiecznie.

## Hodowla
Kawie domowe dobrze nadają się do chowu hobbystycznego. Nie są agresywne, rzadko gryzą czy drapią. Przestraszona kawia ucieka – w warunkach domowych może szybko przemieszczać się w klatce i chować w zakamarkach. Kawie są zwierzętami społecznymi, więc nie powinny być hodowane w pojedynkę, a z członkami stada utrzymują bliskie więzi.

### Współczesna hodowlaC. porcellusw krajach Ameryki Południowej
Organizacja humanitarna Heifer International promuje wśród południowoamerykańskiej ludności produkcję kawii domowych na mięso. W ramach pomocy organizacja przekazuje do zainteresowanych gospodarstw jednego samca i siedem samic, które dają początek małej, domowej hodowli. Hodowla stada składającego się z dwóch samców i dwudziestu samic tych zwierząt pozwala na zaspokojenie zapotrzebowanie na mięso dla sześcioosobowej rodziny.

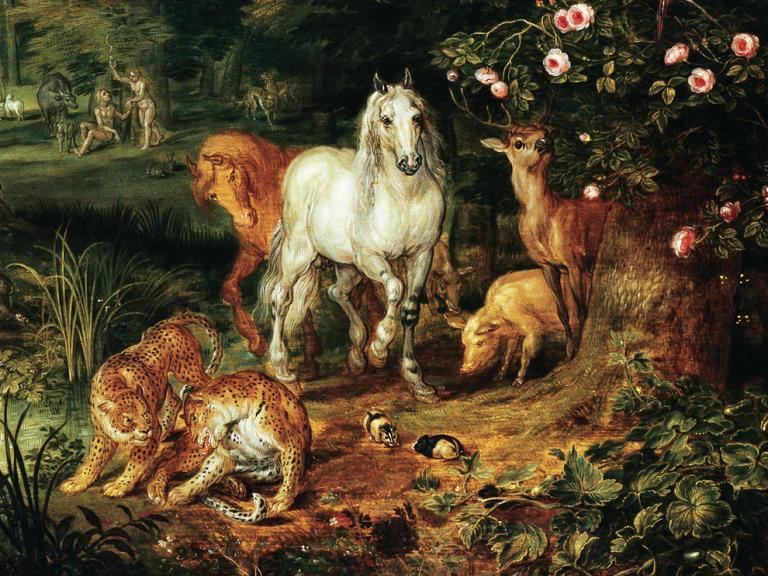
Trzykolorowe odmiany kawii domowej na obrazie z ok. 1600 roku (Jan Brueghel Starszy, fragment obrazu „Kuszenie w Ogrodzie Eden”)

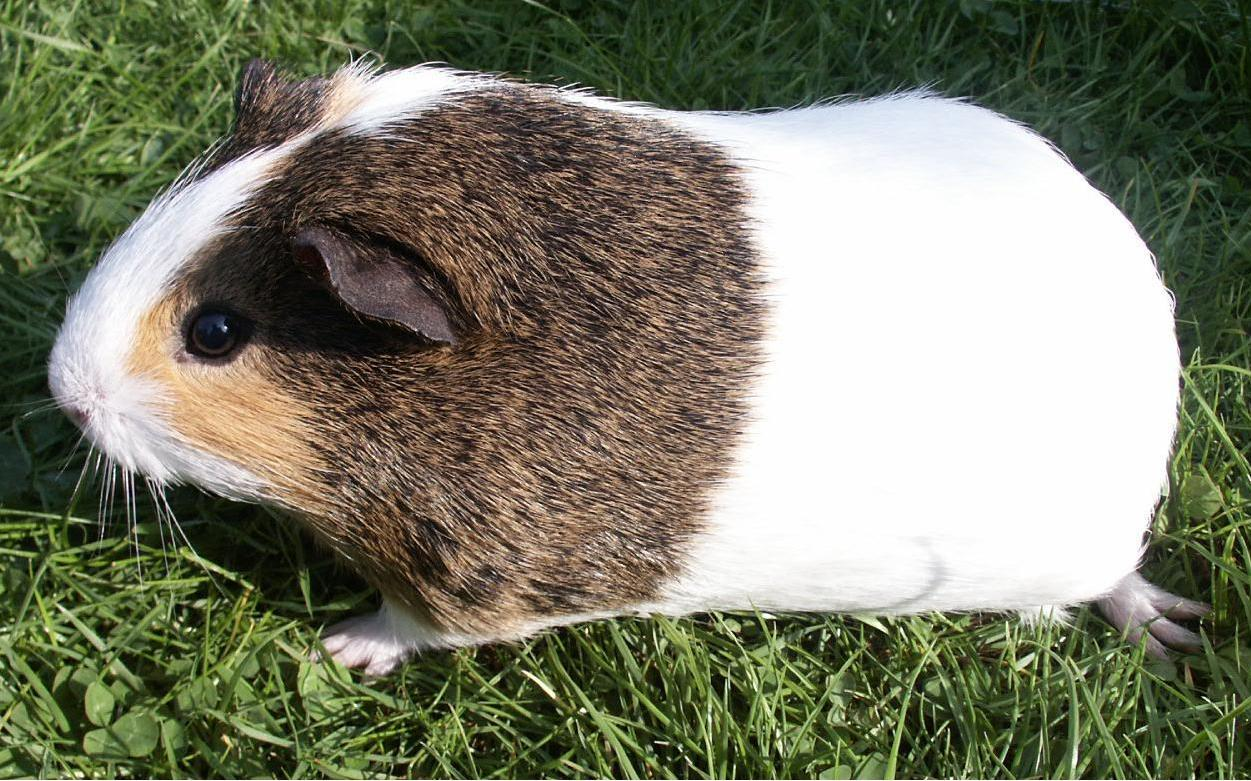
Kawia gładkowłosa

### Odmiany i umaszczenia

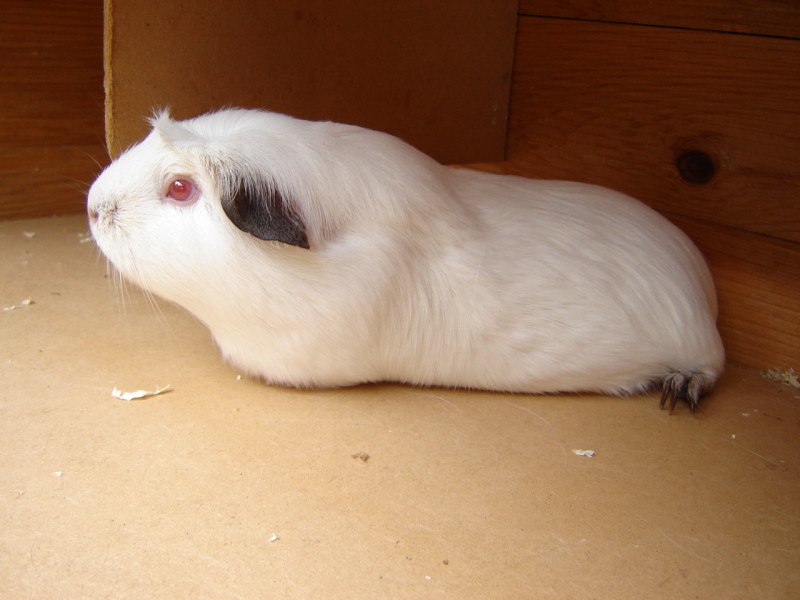
Kawia domowa Crested o umaszczeniu Himalaya

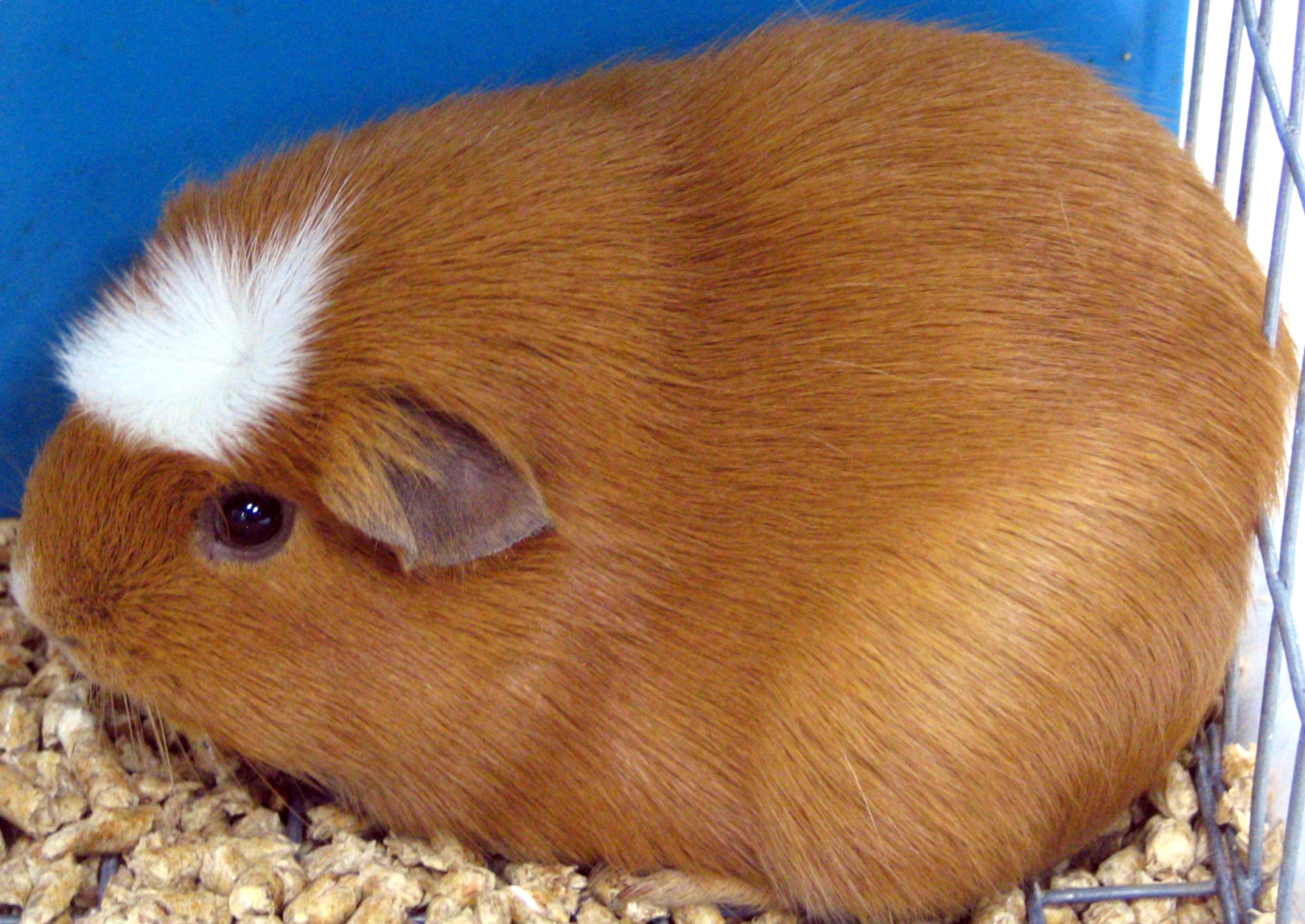
Amerykański Crested

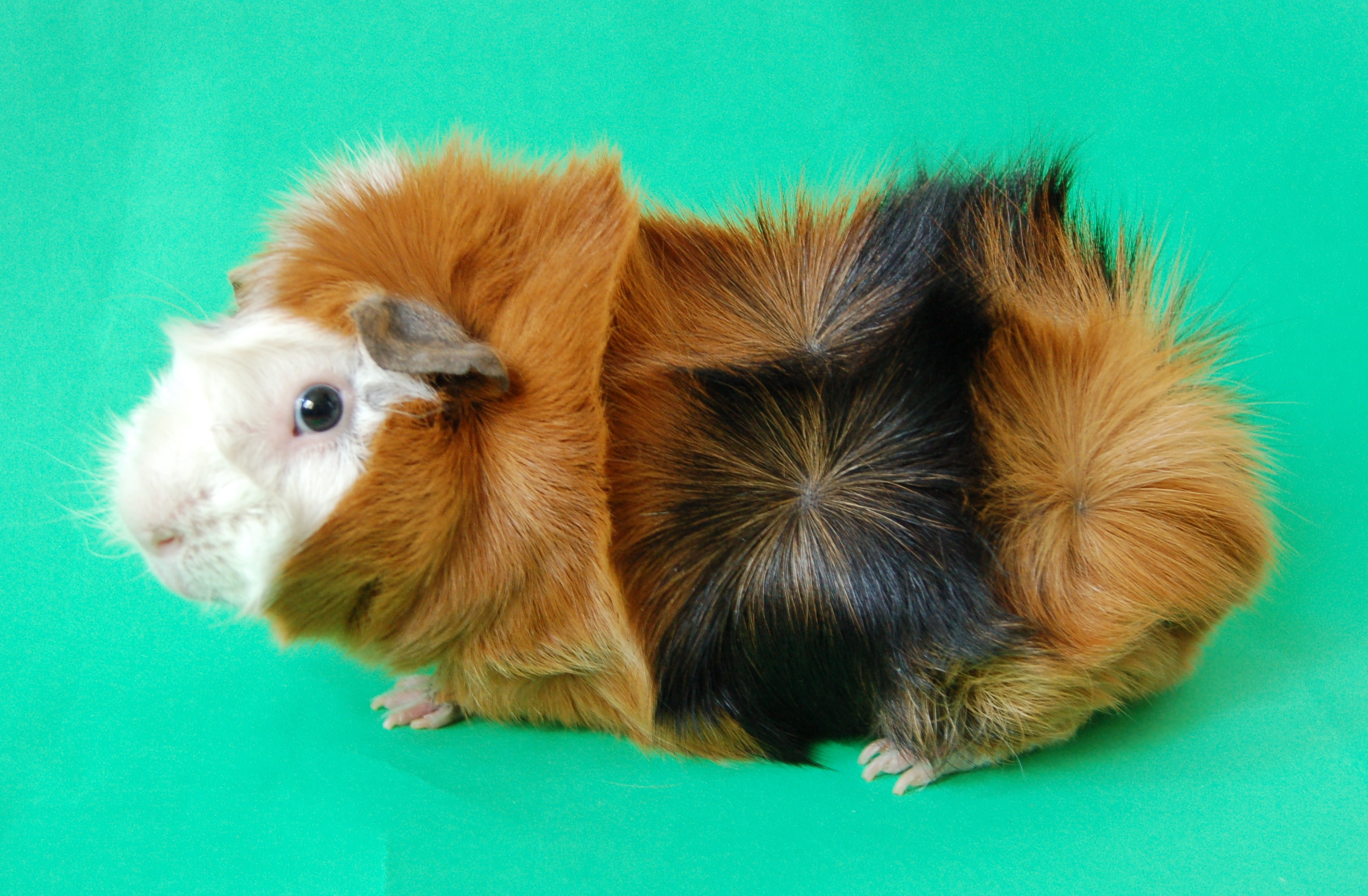
Rasa Rozetka

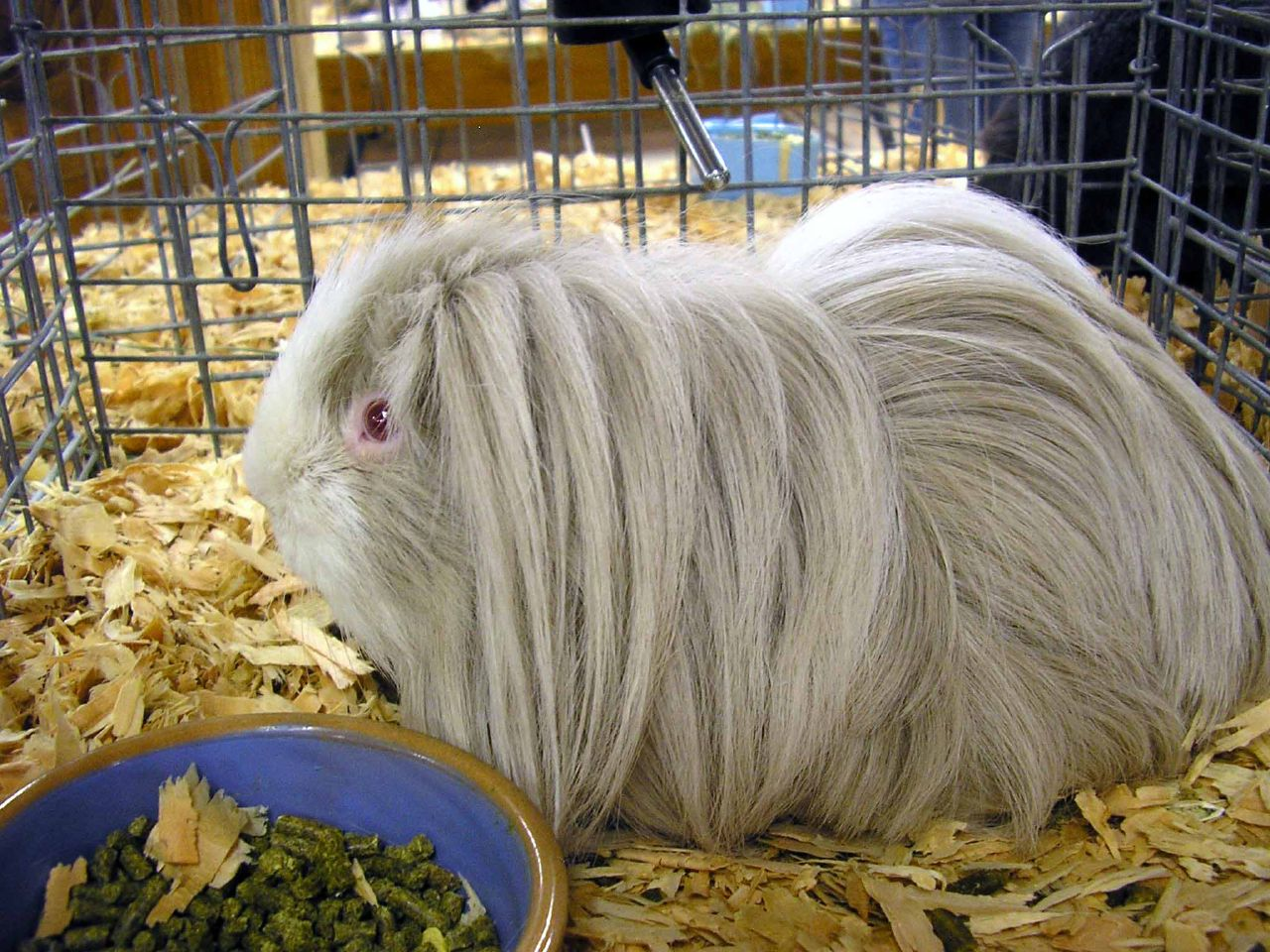
Rasa sheltie

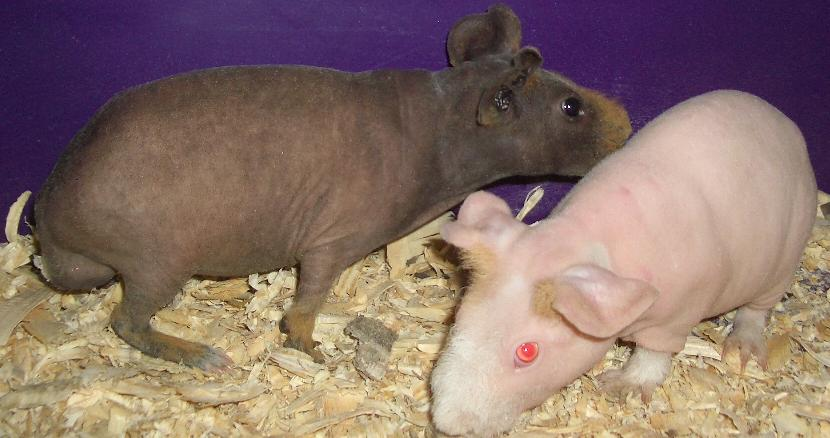
Rasa skinny

Obecnie istnieje wiele ras i odmian kolorystycznych kawii domowych. Poszczególne rasy zróżnicowane są pod względem struktury i długości włosa. Wyróżnia się też trzy podstawowe grupy kawii pod względem umaszczenia: monokolor (jednobarwne), bikolor (dwubarwne) i trikolor (trzykolorowe). Monokolory mogą mieć barwy: biały, kremowy, buff, złoty, beżowy, szafran, stale blue, czekoladowy, czarny, czerwony, sable. Bikolory i trikolory mają ubarwienie łączące poszczególne barwy, a osobną grupą ubarwienia są różne odmiany umaszczenia aguti. Może być złota aguti, srebrna aguti, szara aguti, kremowa aguti, buff aguti, cynamonowa aguti czy pomarańczowa aguti. Każda odmiana może mieć indywidualne znaczenia.
Wyróżniane są trzy główne rasy kawii domowych:
- angielska o krótkim (ok. 3,8 cm), prostym włosie,
- abisyńska o szorstkim, spiralnie kręconym włosie,
- peruwiańska o długim włosie (do około 15 cm), prostym i jedwabistym.

Krzyżówki poszczególnych ras dają szeroką gamę umaszczenia i wzorów.
Polski Klub Rasowych Świnek Morskich opracował „Polski Standard Rasowych Świnek Morskich” zgodnie z którym do Standardu A zaliczane są rasy:

Kawia domowa Sheltie

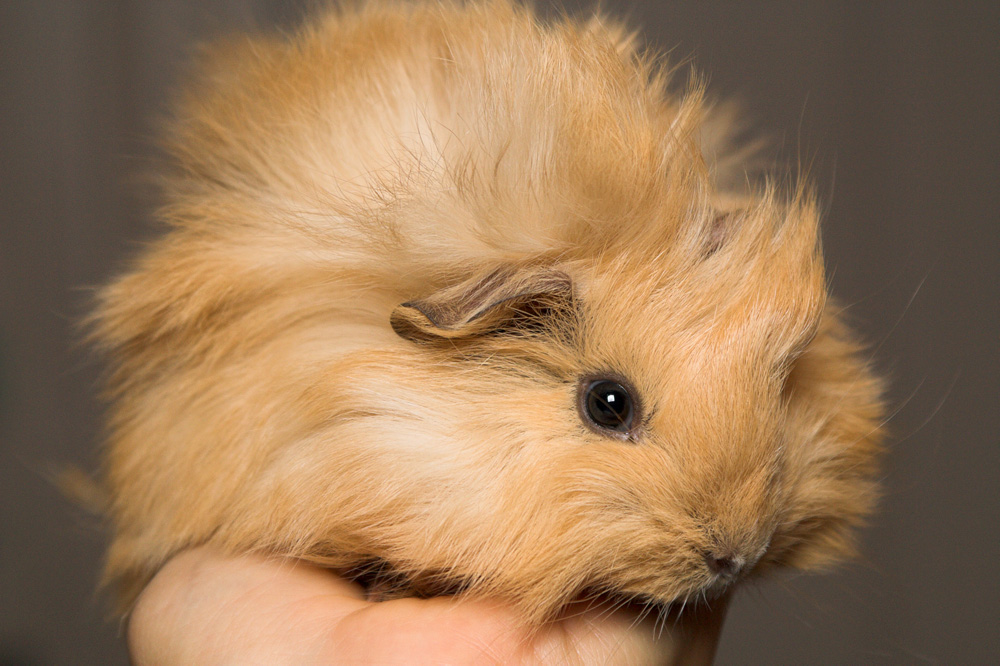
Młoda kawia domowa rasy Angora

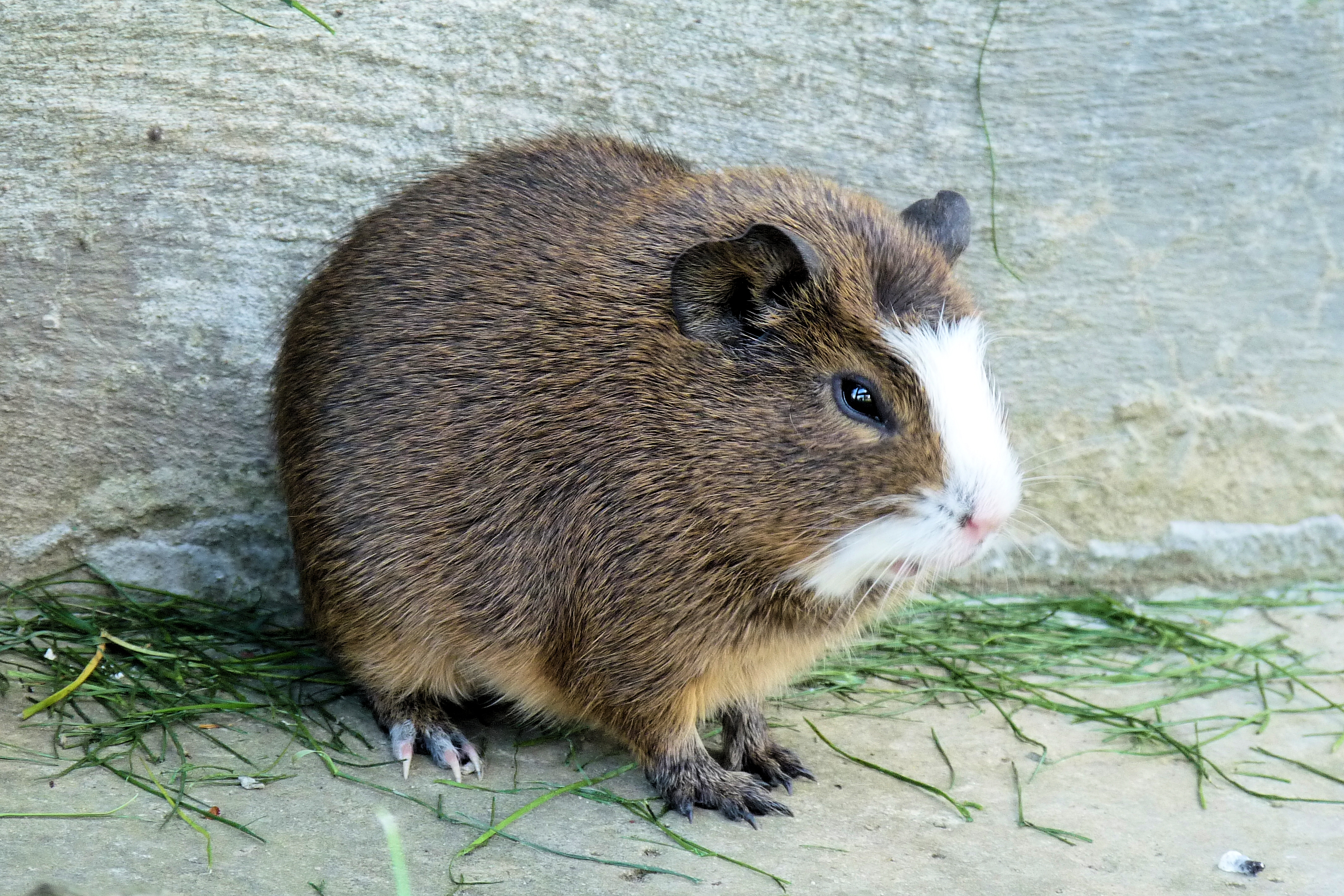
Kawia domowa o umaszczeniu agouti z bielą

I. Selfy BF (rodzina czerni)
1. Czarny Self
2. Slate Blue Self
3. Lilac Self
4. Czekoladowy Self
5. Beżowy Self

II. Selfy RF (rodzina czerwieni)
1. Czerwony Self
2. Złoty p.e. Self
3. Złoty d.e. Self
4. Buff Self
5. Cream Self/ Kremowy Self
6. Ice Cream Self
7. Szafranowy Self
8. Biały p.e. Self
9. Biały d.e. Self

III.Non – self Marking (znaczenia)
1. Agouti
2. Solid Agouti
3. Argente
4. Tan/Fox/Lux

IV.Non – self Pattern (umaszczenia)
1. Brindle
2. Japończyk/Harlequin/Magpie
3. Bikolor
4. Szylkret
5. Trikolor
6. Szylkret z białym
7. Dutch
8. Himalaya
9. Dalmatyńczyk
10. Roan

V.Crested
1. Ang. Crested (monokolory)
2. Crested
3. Amerykański Crested

VI.Krótkowłose tekstura
1. Rozeta (Abyssynian)
2. US Teddy
3. CH Teddy
4. Rex

VII.Długowłose Proste
1. Sheltie
2. Coronet
3. Peruwianka

VIII.Długowłose Kręcone
1. Texel
2. Merino
3. Alpaka
4. Lunkarya

IX.Bezwłose
1. Skinny
2. Baldwin

### Wymagania hodowlane
Kawie domowe są zwierzętami stadnymi i niezwykle żywotnymi. W hodowli należy im zapewnić dużo wolnej przestrzeni. Mieszkaniem może być duża klatka dla gryzoni, która nie powinna być mniejsza niż 60 × 80 × 50 cm (inne źródła podają 140 × 50 × 27,5 cm), a dobrze jest zapewnić zwierzęciu w jej wnętrzu domek o wymiarach rzędu 25 × 15 × 15 cm, z otworem wejściowym dopasowanym do wymiarów zwierzęcia. Wskazane jest zapewnienie kawii dostępu do wybiegu, ale niezbędne jest zabezpieczenie sprzętów, a w szczególności urządzeń elektrycznych i przewodów, przed zębami tych zwierząt. Konieczny jest pojemnik na pokarm oraz poidło. Świeża woda powinna być dostępna na bieżąco, a poidła dezynfekowane, by zapobiec infekcji. Dno klatki powinno być wysypane materiałem ściółkowym, który umożliwiałby wsiąkanie moczu, jednak nie powinny to być trociny sosnowe lub cedrowe, których olejki eteryczne mogłyby działać drażniąco na drogi oddechowe zwierząt i zwiększać ryzyko chorób układu oddechowego. Podłoże należy wymieniać codziennie  lub – według innych źródeł – 2 razy w tygodniu. Dno klatki nie powinno mieć formy rusztu z kraty, bowiem między szczeblami mogą się klinować łapy, co mogłoby stanowić potencjalne zagrożenie dla zwierzęcia oraz skutkować zapaleniem i ropniami opuszek palcowych. Kawie nie potrafią skakać, więc klatka nie musi być wysoka (wystarczy ok. 25 cm) i nie musi być zabezpieczana od góry. Temperatura powietrza powinna zawierać się w przedziale 18,3–26,1 °C, a według innego źródła 17–24 °C. Shannon M. Riggs podkreśla, że kawie nie powinny przebywać w temperaturze wyższej niż 26 °C, bowiem są podatne na przegrzanie.
Jednym z najistotniejszych wymogów prawidłowej hodowli kawii domowych jest prawidłowa dieta. Karma nie może być stęchła i wysuszona, a także przechowywana i podawana w stanie rozdrobnionym, bowiem w takiej paszy witamina C, która jest niezbędnym składnikiem prawidłowej diety, ulega szybkiej degradacji. Kawie nie powinny także być karmione paszą dla królików, bez odpowiedniej suplementacji tej witaminy.

#### Parametry morfologiczne i biochemiczne krwi
| Parametr         | średnie wartości (Hargaden et. Singer, 2012) | średnie wartości (Riggs, 2010) |
| ---------------- | -------------------------------------------- | ------------------------------ |
| Czerwone krwinki | 5,4×106/mm3±12%                              | 4–11×106komórek/μl             |
| Hematokryt       | 43±12%                                       | 30–50%                         |
| Hemoglobina      | 13,4 g/dl±12%                                | 11–17 g/dl                     |
| MCV              | 81 µm³                                       | 70–95 fl                       |
| MCH              | 25 pg                                        | 23–27 pg                       |
| Białe krwinki    | 9,9×10³/mm3±30%                              | b.d.                           |
| Neutrofile       | 28–44%                                       | b.d.                           |
| Limfocyty        | 39–72%                                       | 30–80%                         |
| Eozynofile       | 1–5%                                         | 0–7%                           |
| Monocyty         | 3–12%                                        | 1–10%                          |
| Bazofile         | 0–3%                                         | 0–3%                           |
| Płytki krwi      | 250–850×10³/mm³                              | 300–600×103komórek/μl          |

| Parametr                    | średnie wartości (Hargaden et. Singer, 2012) | średnie wartości (Riggs, 2010) |
| --------------------------- | -------------------------------------------- | ------------------------------ |
| Białko całkowite            | 4,5–5,9 g/dl                                 | 4–7 g/dl                       |
| Albuminy                    | 2,3–3,0 g/dl                                 | 2,0–5,0 g/dl                   |
| Globuliny                   | 1,7–2,6 g/dl                                 | 2–4 g/dl                       |
| Glukoza                     | 80–110 mg/dl                                 | 60–125 mg/dl                   |
| Mocznik                     | 15,7–31,5 mg/dl                              | b.d.                           |
| Kreatynina                  | 1,0–1,8 mg/dl                                | 0,6–2,2 mg/dl                  |
| Bilirubina całkowita        | 0,2–0,4 mg/dl                                | 0–1 mg/dl                      |
| Lipidy                      | 95–240 mg/dl                                 | b.d.                           |
| Fosfolipidy                 | 25–75 mg/dl                                  | b.d.                           |
| Trójglicerydy (całk.)       | 28–76 mg/dl                                  | b.d.                           |
| Cholesterol                 | 20–43 mg/dl                                  | 20–50 mg/dl                    |
| Wapń                        | 9,0–11,3 mEq/dl                              | 8,0–12 mg/dl                   |
| Fosforany                   | 4,2–6,5 mEq/dl                               | 3–8 mg/dl                      |
| Magnez                      | 2,1–2,7 mg/dl                                | b.d.                           |
| Sód                         | 121–126 mEq/litr                             | 120–150 mEq/litr               |
| Potas                       | 4–6 mEq/litr                                 | 4–8 mEq/litr                   |
| Chlorki                     | 96–98 mEq/litr                               | 90–115 mEq/litr                |
| Alat                        | 31–51 IU/litr                                | b.d.                           |
| AspAT                       | 38–57 IU/litr                                | 30–70 j.m./litr                |
| Fosfataza alkaliczna        | 68–71 IU/litr                                | 60–110 j.m./litr               |
| Aminotransferazy w surowicy | 38–58 IU/litr                                | b.d.                           |
| CK                          | 80–130 IU/litr                               | 0–300 j.m./litr                |
| LDH                         | 37–63 IU/litr                                | b.d.                           |

### Typowe problemy zdrowotne w hodowli

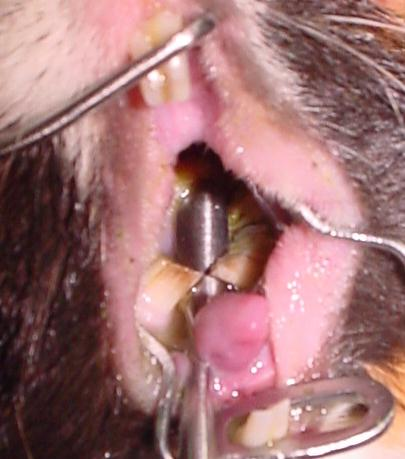
Korekta trzonowców kawii domowej

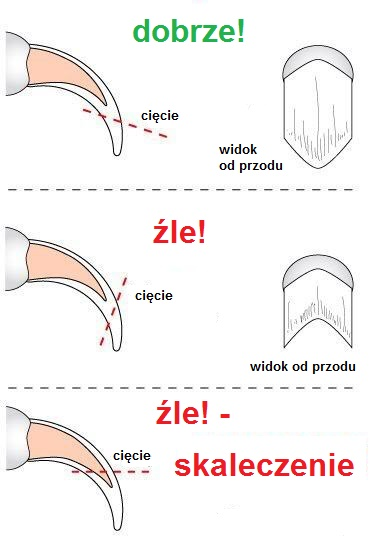
Sposób skracania pazurów kawii domowej

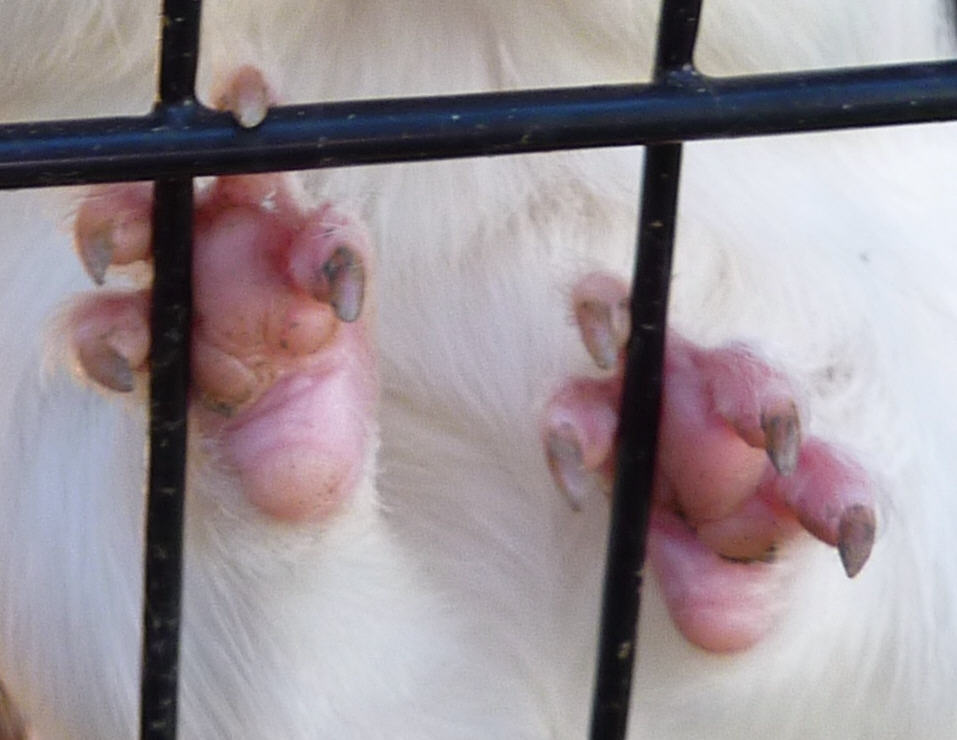
Łapy kawii domowej na ruszcie z kraty

Zdrowa kawia domowa ma lśniące, niezmierzwione futerko. Jest aktywna, ma apetyt, reaguje na bodźce zewnętrzne i nie stroni od członków swojego stada. Zmierzwiona, matowa, nastroszona sierść może być oznaką stanu chorobowego. Podobnie: unikanie kontaktu, osowiałość, brak apetytu i reakcji na bodźce. Zwierzę wyglądające lub zachowujące się w sposób nietypowy należy oddzielić od reszty grupy i obserwować. W przypadku pojawienia się innych objawów (np. biegunki, wycieku z nozdrzy, oczu lub uszu, wymiotów) należy niezwłocznie poprosić o konsultację weterynarza. Szczególnie groźne mogą być choroby zakaźne, które u prawidłowo pielęgnowanych i żywionych zwierząt powinny się zdarzać bardzo rzadko. Kawii może zagrażać:
- salmonelloza wywołana bakteriami z rodzaju Salmonella (objawy: utrata apetytu, wysoka temperatura ciała, biegunka, wymioty) – choroba groźna, w ciągu kilku dni może doprowadzić do śmierci zwierzęcia,
- pastereloza wywoływana przez bakterie Pasterella (objawy: ropny wyciek z nosa, biegunka, duszność, kaszel, podwyższona temperatura ciała) – również grozi śmiercią zwierzęcia po kilku dniach od wystąpienia infekcji,
- gruźlica, która rozwija się powoli. Zainfekowanie może nastąpić poprzez pokarm (np. z mlekiem od chorej krowy) lub poprzez bezpośredni kontakt z chorym człowiekiem lub zwierzęciem. (Objawy: utrata łaknienia, spadek masy ciała, kaszel, duszność),
- rodencjoza (gruźlica rzekoma) wywoływana przez pałeczki rodencjozy (Y. pseudotuberculosis), występujące w wodzie i glebie. Do zakażenia dochodzi drogą pokarmową. (Objawy w formie ostrej: duszność, drgawki; w formie przewlekłej: utrata masy ciała, utrata łaknienia). W formie przewlekłej może spowodować śmierć zwierzęcia w ciągu kilku tygodni, a w formie ostrej w ciągu kilku dni,
- liszaj strzygący (przewlekła choroba grzybicza) jest trudna do leczenia (objawy: drobne krosty na skórze, silny świąd, zaczerwienienie skóry, wypadanie włosów. Infekcja rozpoczyna się od głowy i przesuwa się wzdłuż tułowia, doprowadzając do częściowego lub całkowitego łysienia).

#### Choroby zębów
Choroby stomatologiczne są jedną z najczęstszych dolegliwości dotykających kawie domowe. Uzębienie elodontyczne stale rośnie i wymaga regularnego ścierania. Przerośnięte zęby uniemożliwiają gryzienie pokarmów, co może prowadzić do wygłodzenia i śmierci zwierzęcia. Zbyt długie siekacze lub trzonowce może skrócić weterynarz. Bakterie Fusobacterium nucleatum i Prevotella buccae mogą powodować choroby przyzębia. Tego typu schorzenia mają progresywny charakter, więc wczesne ich wykrywanie pozwala na zatrzymanie lub uniknięcie rozwoju choroby. Wady zgryzu mogą mieć podłoże genetyczne, ale mogą też być skutkiem infekcji, błędów żywieniowych lub urazów.

#### Choroby skórne
Stres, błędy żywieniowe, hodowlane lub nadmierne zagęszczenie stada kawii mogą się przyczyniać do wystąpienia chorób skórnych u tych zwierząt. Z kolei nieodpowiednie podłoże, otyłość zwierzęcia, niehigieniczne warunki chowu lub brak ruchu mogą prowadzić do zapalenia i ropni opuszek palcowych (pododermatitis). W leczeniu tych schorzeń pomóc może poprawa warunków środowiskowych. Głębokie rany, zwykle umiejscowione wzdłuż grzbietu kawii, oraz wyłysiałe obszary sierści mogą być objawem zapalenia skóry wywołanego przez ektopasożyty Trixicara caviae. Łysienie może także zostać wywołane przez niedobór kwasu askorbinowego (witaminy C).

#### Choroby układu pokarmowego
Kawie domowe są podatne na zakażenia Salmonella enteritidis i S. typhimurium, które mogą dawać subtelne objawy kliniczne – nie musi występować biegunka, ale konsekwencją może być stan zapalny jelit. Dla kawii groźne mogą być: pałeczka okrężnicy, Clostridium piliforme (wywołująca chorobę Tyzzera), Yersinia pseudotuberculosis (wytwarza ropnie jelit) i gatunki z rodzaju Campylobacter. Infekcje tymi bakteriami mogą skutkować utratą masy ciała, biegunką, a nawet poronieniem ciąży samicy. Zapalenie jelit u kawii może powodować także szparkosz okrężnicy oraz pasożyty Eimeria caviae wywołujące kokcydiozę. W obu przypadkach objawem może być biegunka. Ważne jest szybkie podjęcie leczenia. Biegunka, krwiomocz, wybroczyny błon śluzowych, utrata masy ciała i brak łaknienia, ale także i rozchwianie uzębienia mogą być objawami niedoboru witaminy C.
Otyłość u kawii może powodować uwięźnięcie odchodów w odbycie. To schorzenie częściej przydarza się samcom. Doraźnie pomaga mechaniczna pomoc w opróżnieniu, natomiast trwałą pomoc może przynieść odchudzanie zwierzęcia.

#### Pazury
Palce kawii domowej zakończone są szerokimi pazurami, które rosną bardzo szybko. Zwierzę żyjące w niewoli nie ma szans na wystarczająco szybkie ścieranie ich o podłoże. Zbyt długie pazury mogą przeszkadzać w poruszaniu się, a także prowadzić do okaleczania. Należy je regularnie kontrolować, a w przypadku przerostu skracać. Pazur należy przycinać tuż poniżej jego miękkiej części. Cięcie powyżej tego miejsca spowoduje naruszenie tkanki unaczynionej i w konsekwencji – krwawienie.

### Medycyna prewencyjna
Weterynarze zachęcają hodowców do regularnych, corocznych badań obejmujących kontrolę jamy ustnej wraz z uzębieniem oraz analiza morfologiczna krwi. Weterynarze amerykańscy stosują rutynowe szczepienia kawii domowych przeciw chorobom zakaźnym.

## Kawia domowa w kulturze

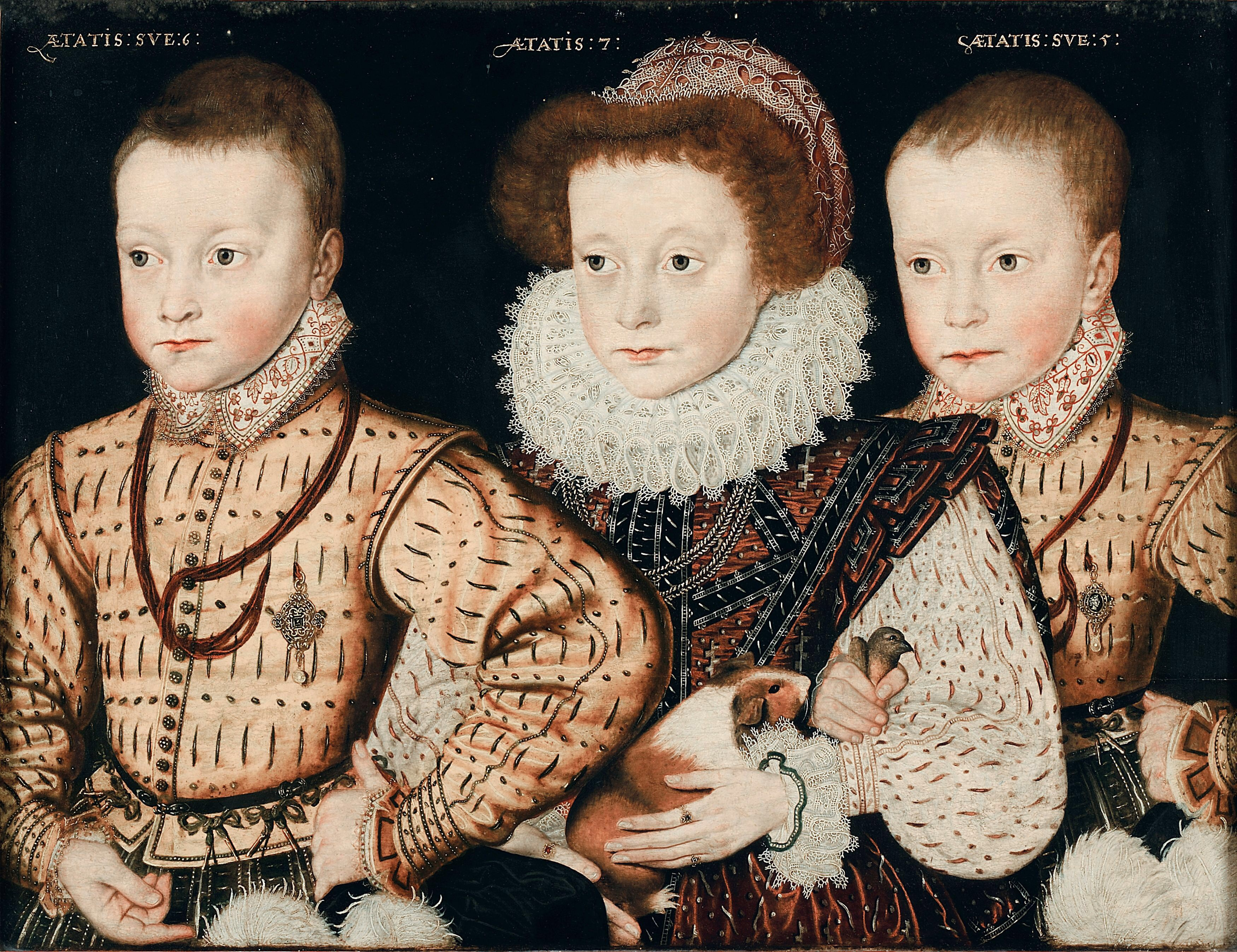
Obraz z 1580; National Portrait Gallery w Londynie

### Malarstwo
Prawdopodobnie najstarszym wizerunkiem kawii domowej w malarstwie europejskim jest datowany na 1580 obraz przedstawiający troje dzieci z epoki elżbietańskiej. Stojąca pośrodku dziewczynka trzyma na ręce kawię domową. Autor obrazu nie jest znany, ale wnioskując z zastosowanej techniki malarskiej pochodził on z angielskiej lub holenderskiej szkoły malarstwa. Obraz jest eksponowany w National Portrait Gallery w Londynie.

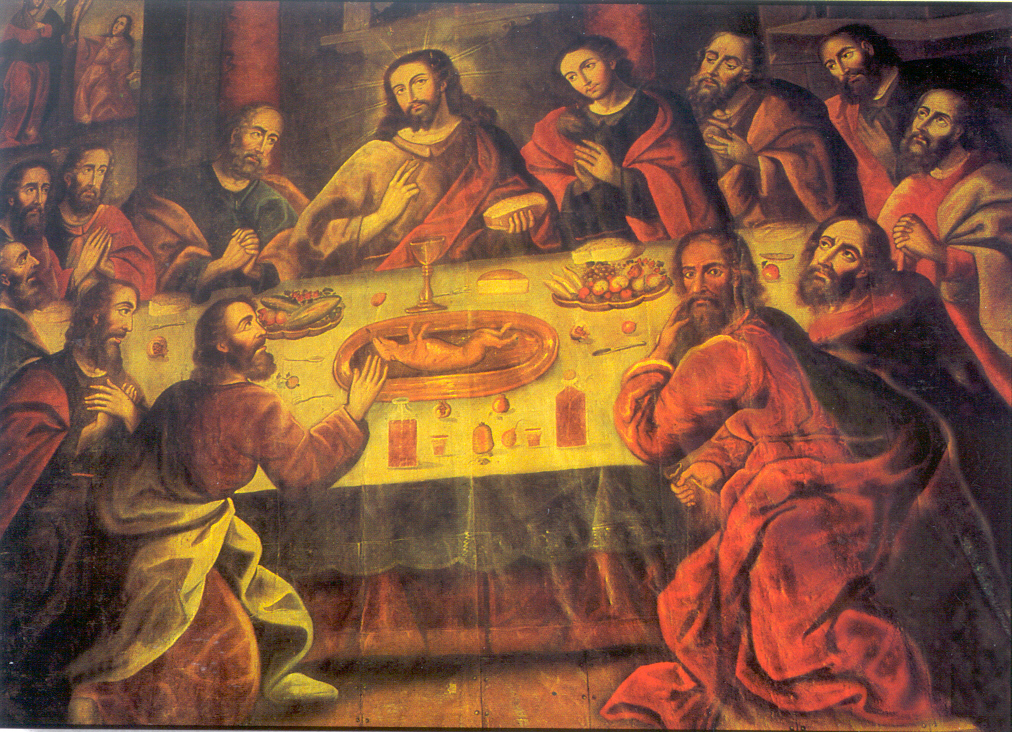
Pieczona kawia jako potrawa podczas Ostatniej Wieczerzy. Obraz Marcosa Zapaty; archikatedra w Cuzco
(XVII wiek)

W kaplicy archikatedry w Cuzco znajduje się XVII-wieczny obraz Marcosa Zapaty przedstawiający Ostatnią Wieczerzę. Na stole widoczny jest półmisek z pieczoną kawią.

### Obrzędowość
Kawia domowa jest w krajach Ameryki Południowej zwierzęciem tucznym, chowanym w celach kulinarnych związanych z obrzędami i rodzinnymi lub społecznymi uroczystościami. Celebrowanie konsumpcji kawii zawiera w sobie duży ładunek emocjonalny i symbolizuje różne aspekty życia społecznego i kulturalnego. Tradycyjne konsumpcje potraw z kawii domowych są kontynuowane także przez ekwadorskich emigrantów osiedlających się w Stanach Zjednoczonych. Zwierzęta są wówczas nabywane w sklepach hobbystycznych.

### Literatura
W 1973 czeski prozaik Ludvík Vaculík opublikował w niezależnym wydawnictwie satyrę polityczną na temat deprawacji i zepsucia jakiemu podlega społeczeństwo żyjące w systemie totalitarnym. Nowela nosząca tytuł „Morčata” (Świnki morskie), została dostrzeżona przez krytyków zachodnich i oceniona jako jedna z najwnikliwszych publikacji literackich analizujących życie społeczne w ówczesnej Czechosłowacji. Satyra została przetłumaczona na wiele języków, a w 1976 zdobyła George Orwell Prize, nagrodę literacką brytyjskiego wydawnictwa Penguin Books.